# Edgar Allan Poe
Vous lisez un « bon article » labellisé en 2007.
Pour les articles homonymes, voir Poe et Edgar Allan Poe (homonymie).
Edgar Allan Poe /ˈɛdɡɚ ˈælən poʊ/, né le 19 janvier 1809 à Boston et mort le 7 octobre 1849 à Baltimore, est un poète, romancier, nouvelliste, critique littéraire, dramaturge et éditeur américain, ainsi que l'une des principales figures du romantisme américain. Connu surtout pour ses contes — genre dont la brièveté lui permet de mettre en valeur sa théorie de l'effet, suivant laquelle tous les éléments du texte doivent concourir à la réalisation d'un effet unique — il a donné à la nouvelle ses lettres de noblesse et est considéré comme l’inventeur du roman policier. Nombre de ses récits préfigurent les genres de la science-fiction et du fantastique.
Né à Boston, Edgar Allan Poe perd ses parents, David Poe Jr. et Elizabeth Arnold, dans sa petite enfance ; il est recueilli par John et Frances Allan de Richmond, en Virginie, où il passe l’essentiel de ses jeunes années, si l’on excepte un séjour en Angleterre et en Écosse, dans une aisance relative. Après un bref passage à l’université de Virginie et des tentatives de carrière militaire, Poe quitte les Allan. Sa carrière littéraire débute humblement par la publication anonyme, en 1827, de Tamerlan et autres poèmes, un recueil de poèmes signés seulement « par un Bostonien ». Poe s’installe à Baltimore, où il vit auprès de sa famille paternelle et abandonne quelque peu la poésie pour la prose. En juillet 1835, il devient rédacteur-assistant au Southern Literary Messenger de Richmond, où il contribue à augmenter les abonnements et commence à développer son propre style de critique littéraire. La même année, à vingt-six ans, il épouse sa cousine germaine Virginia Clemm, alors âgée de 13 ans.
Après l’échec de son roman Les Aventures d'Arthur Gordon Pym, Poe réalise son premier recueil d’histoires, les Contes du Grotesque et de l’Arabesque, en 1839. La même année, il devient rédacteur au Burton's Gentleman's Magazine, puis au Graham's Magazine à Philadelphie. C'est à Philadelphie que nombre de ses œuvres parmi les plus connues ont été publiées. Dans cette ville, Poe a également projeté la création de son propre journal, The Penn (plus tard rebaptisé The Stylus), qui ne verra jamais le jour. En février 1844, il déménage à New York, où il travaille au Broadway Journal, un magazine dont il devient finalement l’unique propriétaire.
En janvier 1845, Poe publie Le Corbeau, qui connaît un succès immédiat. Deux années plus tard, son épouse Virginia meurt de tuberculose, le 30 janvier 1847. Poe envisage de se remarier ; aucun projet ne se réalisera. Le 7 octobre 1849, Poe meurt à l’âge de 40 ans à Baltimore. Les causes de sa mort n’ont pas pu être déterminées et ont été attribuées diversement à l’alcool, à une drogue, au choléra, à la rage, à une maladie du cœur, ou encore à une congestion cérébrale.
L'influence de Poe a été et demeure importante, aux États-Unis comme dans l'ensemble du monde, non seulement sur la littérature, mais également sur d'autres domaines artistiques tels le cinéma. Bien qu'auteur américain, il a d’abord été reconnu et défendu par des auteurs français, Baudelaire et Mallarmé en tête. La critique contemporaine le situe parmi les plus remarquables écrivains de la littérature américaine du XIXe siècle.

## Biographie

### Une famille de comédiens

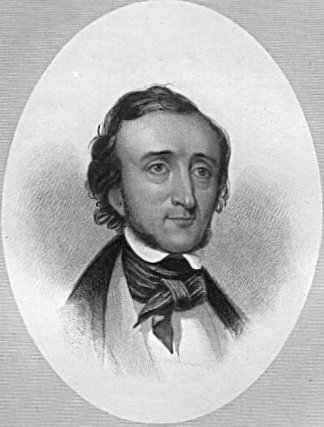
Edgar Allan Poe vers 1845. Gravure de John Sartain publiée en frontispice de l'édition de Griswold des Œuvres d'Edgar Allan Poe, J. S. Redfield, 1850, basée sur une peinture à l'huile de Samuel Stillman Osgood.

Il naît le 19 janvier 1809 dans une modeste pension de famille du 62, Carver Street, à Boston, dans le Massachusetts. Sa mère, Elizabeth Arnold (1787-1811) est la fille de deux acteurs londoniens, Henry (ou William Henry) Arnold et Elizabeth Smith. À la mort de son père, elle accompagne sa mère en Amérique. Arrivée le 3 janvier 1796 à Boston à bord de l’Oustram, elle monte sur les planches trois mois plus tard, âgée d'à peine neuf ans. Elle rejoint ensuite, avec sa mère, qui meurt quelque temps après, une petite troupe de théâtre, les Charleston Players.
Durant l'été 1802, à Alexandria, en Virginie, elle se marie avec le comédien Charles Hopkins, qui meurt trois ans plus tard, le 26 octobre 1805, et déjà veuve à 18 ans, elle épouse alors un garçon tuberculeux et alcoolique de 21 ans, David Poe Jr., dont le père, le général David Poe Sr., un commerçant patriote de Baltimore originaire d'Irlande, s'était illustré durant la guerre d'indépendance. David Poe Jr. avait abandonné ses études de droit pour s'engager, en juin 1805, dans les Charleston Players. C'est là qu'il rencontre Elizabeth Arnold Hopkins, qu'il épouse le 14 mars 1806. À l'époque, ils jouent au Federal Street Theater de Boston. Elizabeth est danseuse et chanteuse, mais David est un piètre acteur,.

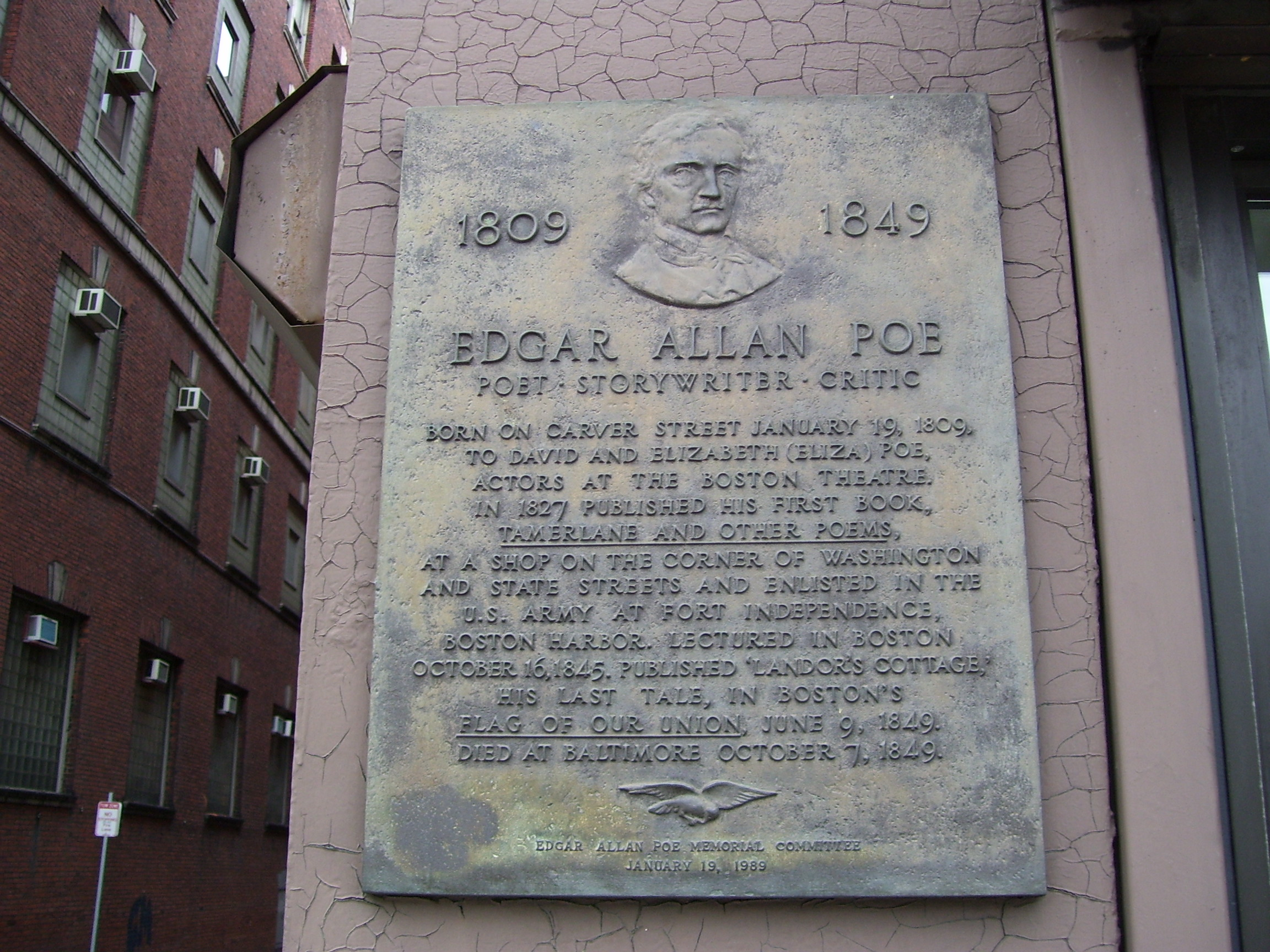
Plaque apposée près du lieu de naissance d'Edgar Allan Poe à Boston.

Edgar est le deuxième des trois enfants du couple. Son frère, William Henry Léonard, né le 30 janvier 1807, mourra le 1er août 1831, à l'âge de 24 ans, alcoolique et tuberculeux, tandis que sa sœur, Rosalie, née le 20 décembre 1810, contractera à douze ans une maladie inconnue, peut-être une méningite, qui la laissera handicapée mentale et nécessitera une mise sous tutelle durant toute sa vie.
En septembre 1809, la famille quitte Boston pour le New York Park Theater. Le 18 octobre, David Poe, qui a sombré dans l'alcoolisme, joue son dernier rôle ; il fugue quelques mois plus tard, en juillet 1810. Il meurt sans doute peu après, en décembre 1811. La même année, Elizabeth donne naissance à une fille, Rosalie. Elle fait une tournée dans le Sud, accompagnée d'Edgar (William Henry a été confié à son grand-père paternel) mais, malade, elle ne joue que par intermittence,.

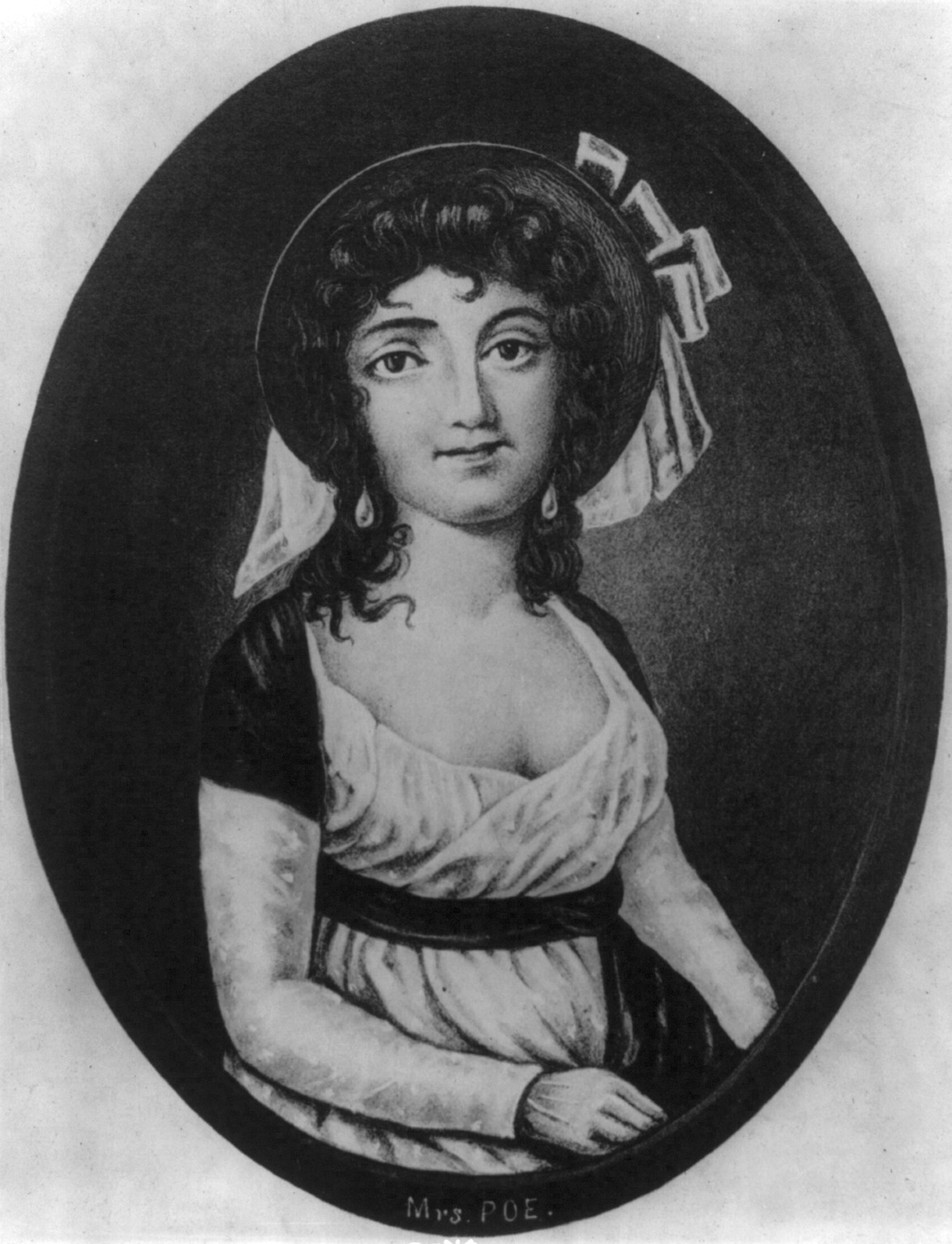
Portrait d'Elizabeth Arnold Hopkins Poe, la mère d'Edgar Allan Poe.

Le 9 octobre 1811, à Richmond (Virginie), elle doit s'aliter. Le 25 novembre, un journal local lance un appel à la générosité des citoyens de Richmond, sous le titre « Au cœur humain » : « Mrs Poe, allongée sur son lit de douleur et entourée de ses enfants, demande votre aide et cette demande sera peut-être pour la dernière fois ! » Le 8 décembre 1811, Elizabeth est emportée par le mal qui la ronge, peut-être une pneumonie, à l'âge de 24 ans, après avoir joué près de deux cents rôles, laissant ses enfants orphelins. Deux semaines après ses obsèques, le théâtre de Richmond brûle pendant une représentation, et la troupe, privée de théâtre, quitte la ville, après avoir laissé Edgar et Rosalie à la charité de la bourgeoisie de la ville.
Tandis que William Henry demeure avec son grand-père David Poe et sa tante Maria Clemm, Edgar est recueilli par un couple de riches négociants de tabac et de denrées coloniales de Richmond, John et Frances Allan, et Rosalie (1810-1874) par les Mackenzie. Le 7 janvier 1812, Edgar est baptisé par le révérend John Buchanan, vraisemblablement sous le nom d'« Edgar Allan Poe » et avec les Allan pour parrain et marraine.

### Une éducation d'aristocrate virginien

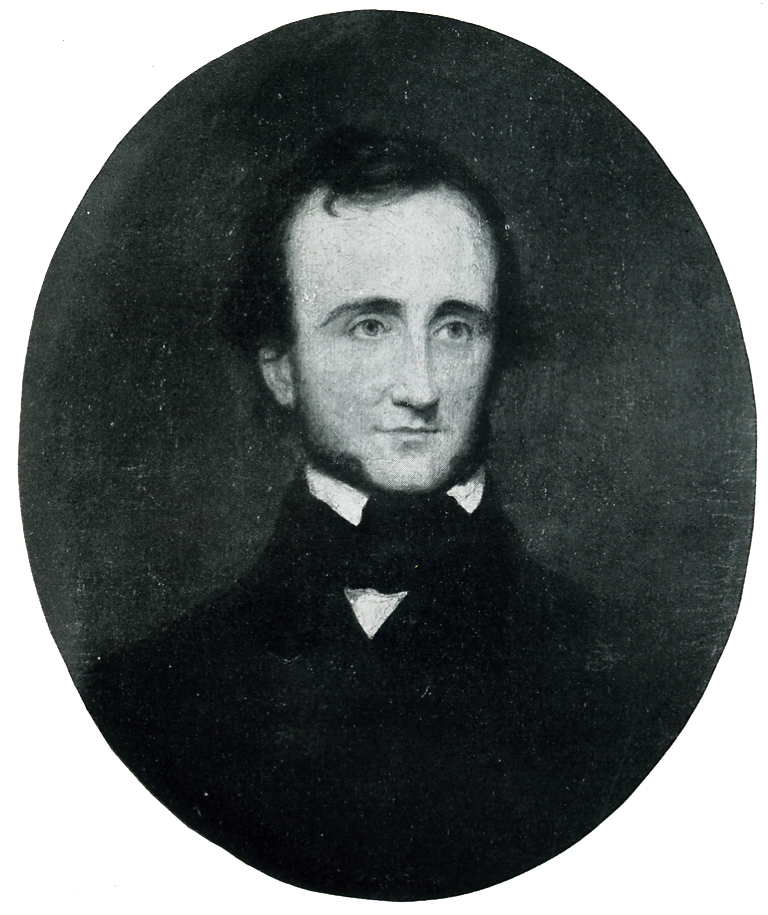
Portrait d'Edgar Allan Poe peint par Samuel Stillman Osgood dans les années 1840 (New York Historical Society).

Edgar passe son enfance à Richmond, chez ses parents adoptifs, qui l'élèvent avec tendresse. En 1814, à peine âgé de 5 ans, il commence ses études primaires sous la conduite de Clotilda ou Elizabeth Fisher. L'année suivante, il passe brièvement, à l'école de William Ewing. En 1815, en effet, John Allan (1780-1834), qui est d'origine écossaise, décide de partir au Royaume-Uni pour y étudier le marché et, si possible, ouvrir à Londres une succursale. La Bible occupe une grande place dans la vie d'Edgar, et ce malgré le rationaliste John Allan. Edgar, qui a six ans, quitte l'école de Richmond et embarque avec ses parents et la jeune sœur de Mme Allan, Ann Moore Valentine (appelée Nancy) à Norfolk (Virginie) à bord du Lothair.
Débarqués à Liverpool le 29 juillet, les Allan gagnent d'abord l'Écosse. Mais le marché écossais se révèle mauvais, et la famille s'installe bientôt à Londres. Edgar suit, de 1816 à 1818, des études primaires à l'école des demoiselles Dubourg (146 Sloan Street, Chelsea, Londres), où il est connu sous le nom de « Master Allan » et étudie notamment la géographie, l'orthographe et le catéchisme anglican, puis à la Manor House School de Londres, à Stoke Newington, dirigée par le révérend John Bransby (elle pourrait avoir servi de modèle au collège de William Wilson), sous le nom d'« Edgar Allan ». Il suit des études classiques et littéraires solides, apprenant le grec, le latin, le français et la danse. Il fait preuve d'un caractère irritable et parfois tyrannique envers ses camarades, mais obtient de brillants résultats scolaires, en latin et français notamment. L'école mettant également l'accent sur la condition physique des élèves, Edgar devient un athlète accompli,. En août 1818, les Allan visitent l'île de Wight, probablement à l'occasion de vacances, et peut-être le site de Stonehenge. Mais la situation se dégrade. D'abord, sa mère adoptive, dont la santé a toujours été fragile, tombe sérieusement malade, ce qui a pour effet de la rendre nerveuse, irritable. Par ailleurs, en 1819, John Allan connaît de graves ennuis financiers : le cours du tabac s'effondre, puis un employé l'escroque. Le jeune Edgar, qui est séparé de sa famille, fait une première fugue.

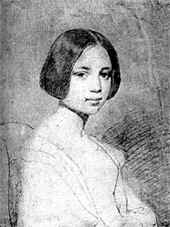
Sarah Elmira Royster, amour de jeunesse d'Edgar Allan Poe.

Le 8 juin 1820, la famille Allan est à Liverpool, où elle embarque sur le Martha. Arrivée à New York le 22 juillet après 31 jours de trajet, elle prend le 28 un steamboat à destination de Norfolk et se réinstalle à Richmond, le 2 août. Edgar reprend le chemin de l'école, où il obtient, là aussi, d'excellents résultats, mais commence à manifester un certain penchant pour la solitude et la rêverie. En 1823, les affaires de John Allan sont moribondes et la vie à la maison des Allan s'en ressent. Edgar continue à rédiger des poèmes qu'il adresse aux élèves de l'école où se trouve sa sœur.
Les relations avec ses parents adoptifs sont ambivalentes. Il est encouragé par sa mère dans ses travaux d'écriture, mais les tours qu'il joue à certains habitants de Richmond causent le désespoir de son père. Ce dernier prend ombrage du caractère assez fier de l'adolescent, et s'éloigne progressivement de son épouse, toujours malade. Edgar, très attaché à Frances Allan (1784-1829), réprouve l'adultère de son père adoptif. John Allan voudrait voir Edgar devenir marchand, mais le jeune homme ne rêve que de poésie et envisage, à la rigueur, une carrière dans l'armée. Il trouve souvent refuge chez la mère d'un camarade, Jane Stith Stanard, qui est l'inspiratrice du poème À Hélène (1831). Son décès, en 1824, affectera grandement Edgar.

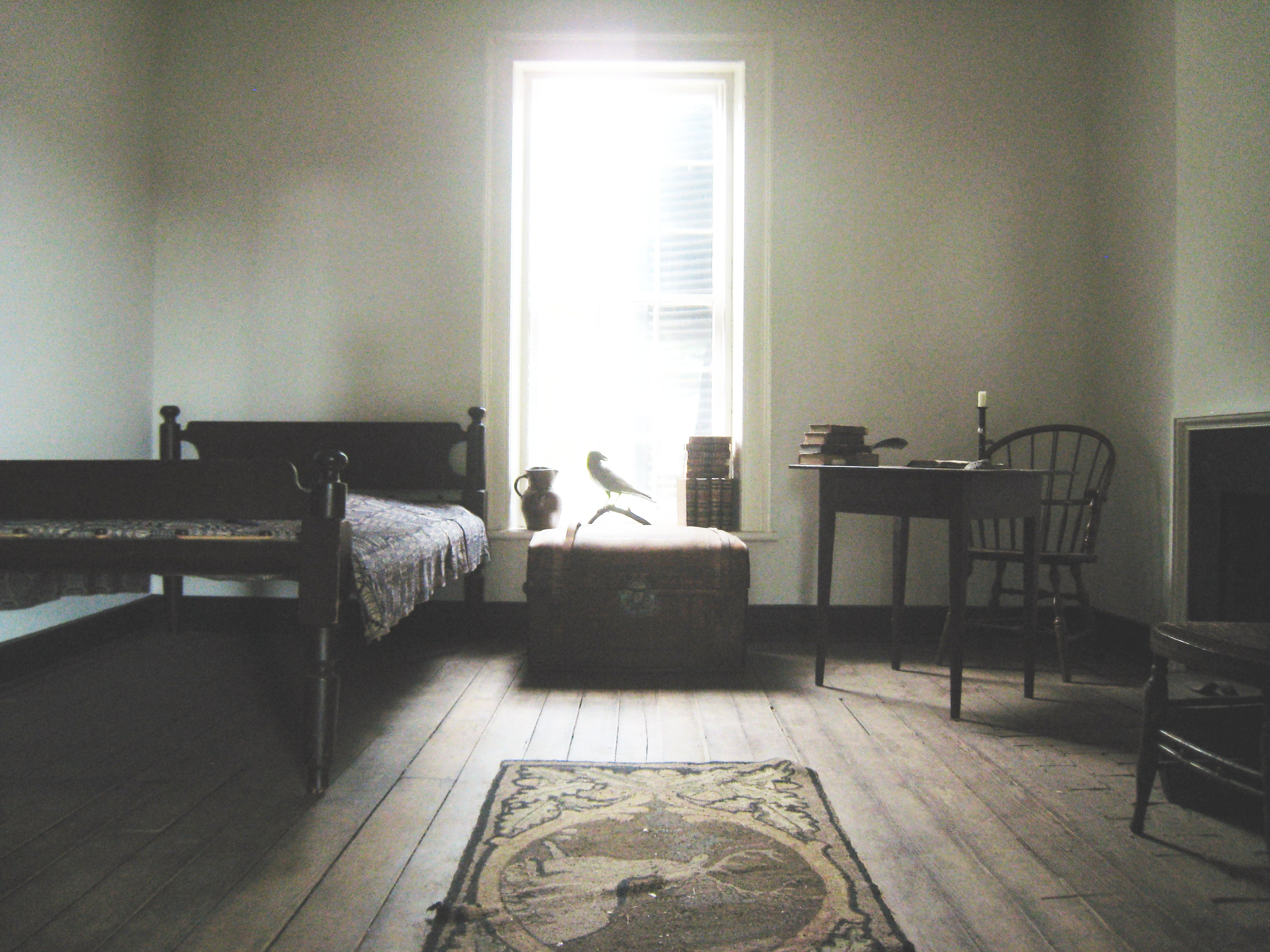
Chambre d'Edgar Allan Poe à l'université de Virginie.

À la suite du décès de son oncle William Galt, en mars 1825, John Allan hérite de plusieurs centaines de milliers de dollars. Cette somme lui permet de payer ses dettes et d'acheter un manoir en briques appelé « Moldavia » (pour 14 950 dollars). Entre 1821 et 1825, Edgar fréquente les meilleures écoles privées de Richmond, où il reçoit l'éducation traditionnelle des gentlemen virginiens. Il est inscrit à l'English Classical School de John H. Clarke (1821-1822), qui lui fait lire Ovide, Virgile et César, puis Homère, Horace et le De Officiis de Cicéron, puis il fréquente le collège William Burke (1823-mars 1825) et l'école du Dr Ray Thomas et de son épouse.
À cette époque, il écrit ses premiers vers satiriques, tous perdus aujourd'hui, excepté O Tempora! O Mores! Par ailleurs, il est très influencé par l'œuvre et le personnage de Lord Byron. Bon élève, il se montre excellent nageur et passionné de saut en longueur. En juin ou juillet 1824, il nage six ou sept miles le long de la James River, tandis que son maître suit sur un bateau. Du 26 au 28 octobre 1824, lors de son voyage aux États-Unis, le général La Fayette visite Richmond. Les volontaires juniors de la ville participent aux cérémonies organisées pour lui souhaiter la bienvenue ; Edgar est lieutenant des volontaires.
Le 14 février 1826, il entre à la nouvelle université de Virginie, à Charlottesville, que vient de fonder Jefferson (elle a ouvert ses portes le 7 mars 1825), où il suit avec brio des cours de langues anciennes et modernes. Mais M. Allan lui a donné juste assez d'argent pour s'inscrire. Excédé par les dettes de jeu et les frais courants d'Edgar, qui s'élèvent à 2 000 dollars, alors qu'il vient de passer avec succès ses premiers examens, John Allan refuse de le réinscrire et le ramène à Richmond en décembre 1826 pour l'employer dans sa maison de commerce. Par ailleurs, il ruine ses fiançailles avec Elmira Royster (1810-1888) ; le père de la jeune fille s'empresse de la marier à un riche négociant, Alexander Shelton.

### Rêves de gloire et pérégrinations

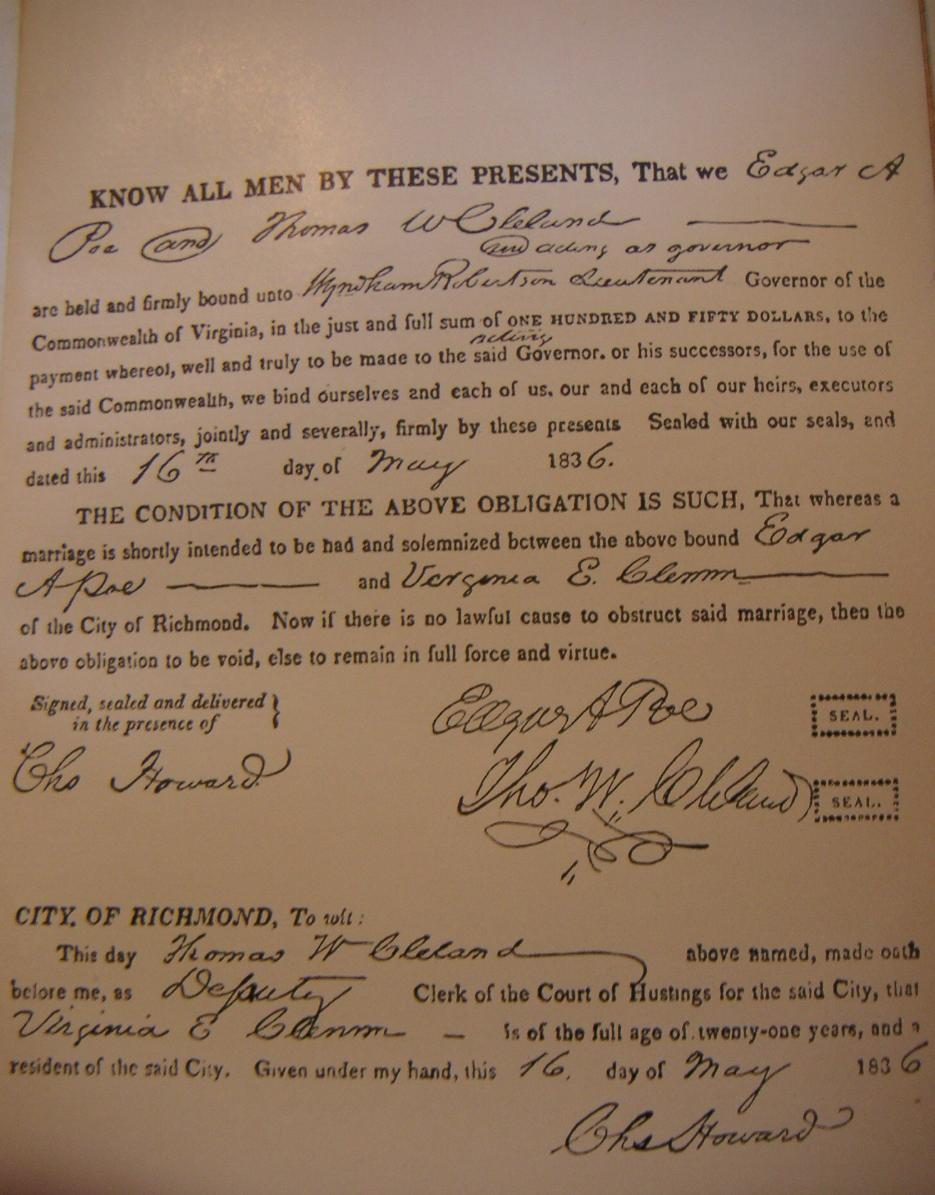
L'engagement de mariage d'Edgar Allan Poe et de Virginia Clemm (Life and Letters of Edgar Allan Poe, James A. Harrison, 1900).

Comme son beau-père refuse de le renvoyer à l'université, il quitte sa famille adoptive, probablement le 24 mars 1827, et s'embarque sous le nom d'Henri Le Rennet sur un bateau qui descend la James River jusqu'à Norfolk. Arrivé à Boston en avril, il espère survivre en publiant ses poèmes. Il y passe deux mois, comme acteur ou soldat, on l'ignore. Le 26 mai, sous le nom d'Edgar A. Perry (pseudonyme qu'il réutilisera pour signer certains contes), après s'être vieilli de quatre ans, il s'engage pour cinq ans comme artilleur de seconde classe dans l'armée fédérale. À la même époque, il fait paraître à ses frais, chez Calvin F.S. Thomas à Boston, une mince plaquette anonyme Tamerlan et autres poèmes sur laquelle est inscrit « A Bostonian » et dont 50 exemplaires, à peine, sont vendus. Il n'en reste aujourd'hui que 12 exemplaires.
En novembre, sa batterie est transférée à Fort Moultrie, sur l'île Sullivan, face à Charleston (cette île servira de décor au très populaire Scarabée d'or). Malgré sa rapide promotion au grade d'artificier, puis de sergent-major (le 1er janvier 1829) et l'amitié de ses supérieurs, Edgar s'ennuie. John Allan lui refuse la lettre d'autorisation sans laquelle il ne peut démissionner. Le 15 décembre 1828, la batterie d'artillerie dans laquelle il sert est transférée au Fort Monroe en Virginie.

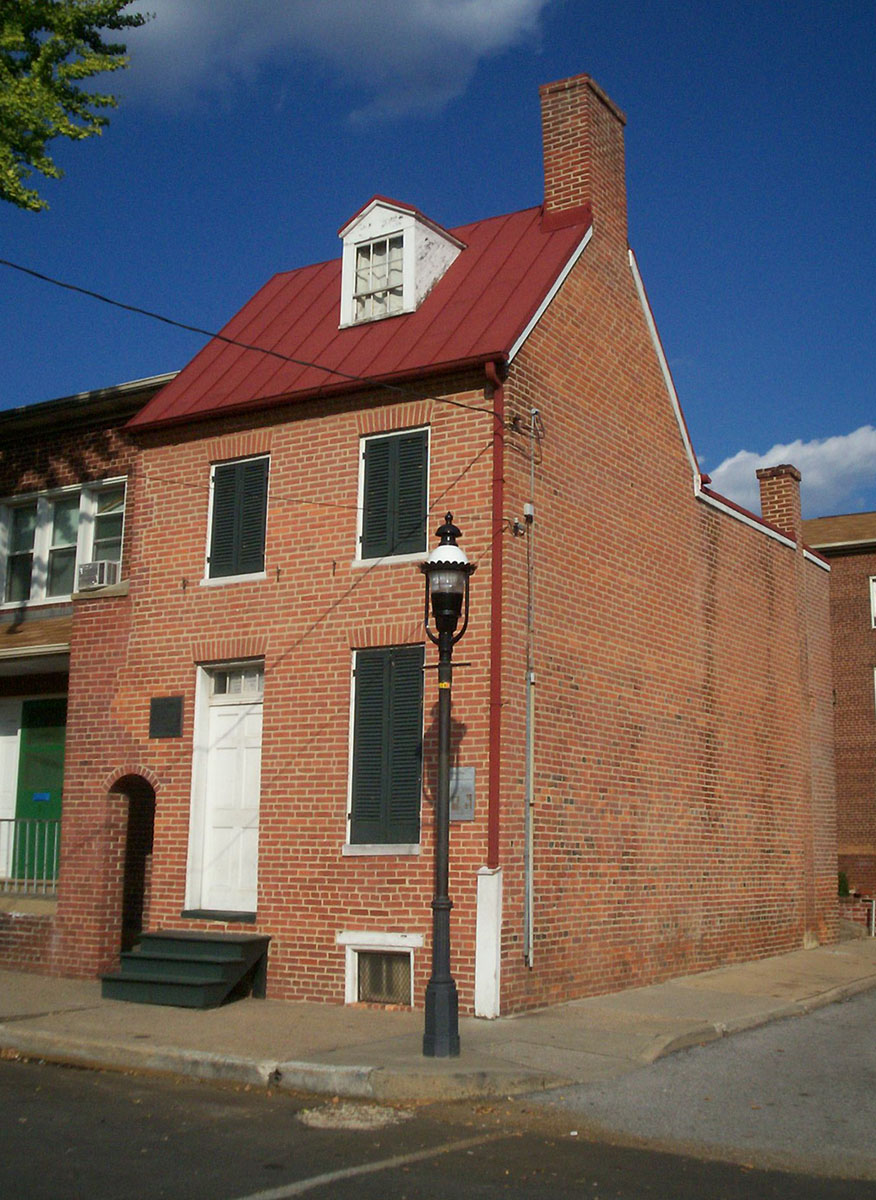
Maison d'Edgar Allan Poe, au 203 North Amity Street, à Baltimore. La chambre de Poe se serait située sous les toits.

Le 28 février 1829, Frances Keeling Allan meurt. Elle est inhumée le 2 mars au cimetière de Shockoe Hill. Prévenu tardivement, Edgar n'arrive que le soir du jour des funérailles de cette mère tant aimée. Durant ce séjour, Edgar se réconcilie provisoirement avec son père adoptif, qui accepte de l'aider à démissionner de l'armée et d'appuyer (sèchement) sa candidature à West Point, école des officiers de l'armée américaine. Le 4 avril, Edgar est libéré de l'armée.
Une nouvelle histoire de dettes entraîne une nouvelle brouille entre les deux hommes. Libéré de l'armée en avril 1829, sans le sou, Edgar va attendre son admission à West Point à Baltimore. Il séjourne auprès de sa tante Maria Clemm (1790-1871), sœur cadette de son père, qui a perdu son mari en 1826 et vit dans un extrême dénuement, entourée de sa mère impotente, Elizabeth Cairnes Poe, d'un fils tuberculeux, Henry (1818-après 1836), et de deux filles, Elizabeth Rebecca (1815-1889) et Virginia (1822-1847), qui est éperdue d'admiration devant son cousin, ainsi que du frère d'Edgar, William Henry. Dans cette ville, il fait paraître un second recueil de poèmes, Al Aaraaf, Tamerlan et poèmes mineurs chez Hatch and Dunning en décembre 1829.
Muni de chaleureuses lettres de recommandation de ses anciens officiers et d'une froide supplique de John Allan, il se rend à pied à Washington, pour solliciter son admission dans la prestigieuse académie de John Eaton, secrétaire à la Guerre. Ses démarches n'ayant obtenu aucun succès, il retourne à Baltimore.
Edgar est admis à West Point en juin 1830. Il y fait de brillantes études, meilleures dans les disciplines académiques que dans les exercices militaires. John Allan, cependant, se remarie avec Louisa Patterson, qui lui donnera trois fils. Excédé par l'avarice de John Allan, qui lui refuse à nouveau l'argent nécessaire à ses études, et réfractaire à la discipline, Edgar se fait volontairement renvoyer de West Point (en refusant de se rendre en classe ou à l'église) après jugement de la cour martiale, le 8 février 1831. Le 6 mars, il quitte l'école avec des lettres de recommandation de ses supérieurs.

### Des débuts littéraires difficiles

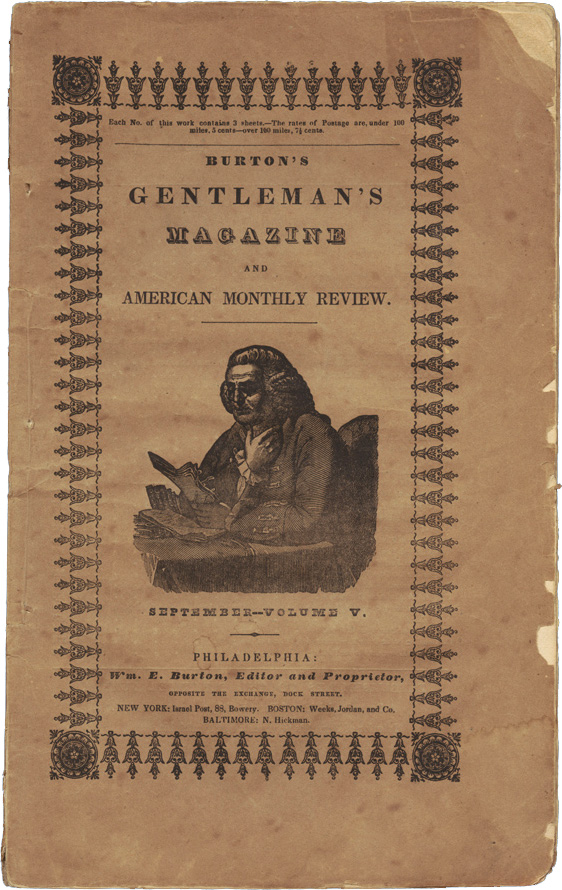
Couverture du Burton's Gentleman's Magazine, septembre 1839, première publication de La Chute de la maison Usher, d'Edgar Poe.

De retour à Baltimore, chez Maria Clemm, il recherche vainement un emploi. Ses articles et ses contes sont tous refusés. Enfin, il envoie cinq nouvelles au concours du Philadelphia Saturday Courrier, qui promet au gagnant un prix de 100 dollars. Il n'obtient pas le prix, mais ses contes (notamment Metzengerstein) sont publiés, sans son nom, en 1832 par le Saturday Courrier (qui les paie très mal).
Ainsi commence sa carrière de journaliste. Dans l'indigence, il pratique aussi le métier de pigiste nègre et continue son travail d'écrivain, consacrant ses loisirs et ses maigres revenus à l'éducation de sa petite cousine Virginia. En 1831, il fait paraître chez Elam Bliss à New York Poèmes, seconde édition, dédié au « corps des cadets des États-Unis » et précédé du premier manifeste critique d'Edgar, la Lettre à M… (reprise par la suite sous le titre Lettre à B…), qui bénéficie d'un accueil peu favorable.
En 1833, le New England refuse de publier son premier recueil : Contes du club de l'In-Folio. En revanche, en octobre, il gagne le 1er prix du concours du Baltimore Saturday Visiter avec le Manuscrit trouvé dans une bouteille, qui lui apporte une certaine notoriété et l'amitié de John P. Kennedy, membre du jury et célèbre romancier. Grâce à ses recommandations, il peut publier ses premiers comptes rendus de critique littéraire au Southern Literary Messenger.
En août 1835, il est enfin engagé par Thomas W. White comme directeur de la section littéraire du journal. Toutefois, il n'est pas libre : il doit se conformer au programme de la revue, qui soutient la littérature sudiste, et satisfaire l'admiration infantile de T. W. White pour les discours des gentlemen virginiens. La griffe d'Edgar apparaît dans ses nombreux pamphlets contre les romanciers populaires (du Nord) de l'époque. Il s'attaque notamment au best-seller de Theodore Fay, Norman Leslie, coqueluche de New York et des journaux nordistes tels le Knickerbocker, le Commercial Intelligencer ou la North American Review. Son talent de polémiste éclate, et il rénove l'esprit du Southern. Ses opérations médiatiques, comme la série : « Autobiographies pastiches de lettres d'écrivains », font monter le nombre d'abonnés au journal.
Il épouse clandestinement Virginia le 22 septembre 1835. Le 16 mai 1836, il l'épouse publiquement, et la jeune fille, qui n'a que 13 ans, le rejoint à Richmond avec sa mère,.
Toutefois, il s'estime, à juste titre, mal payé et ne supporte plus les reproches (sur son supposé alcoolisme, notamment) dont l'accable, en public, T. W. White, pour empêcher son brillant rédacteur de prendre trop d'ascendant et garder le contrôle de son journal. Aussi décide-t-il de quitter le Southern.
En février 1837, il s'installe à New York, où la New York Review lui a fait une proposition. Mais le journal a cessé de paraître quand il arrive. Mrs Clemm ouvre une pension à Manhattan, où Edgar s'installe avec Virginia. Il y achève Les Aventures d'Arthur Gordon Pym et y révise Les Contes de l'In-Folio.

### Un écrivain reconnu

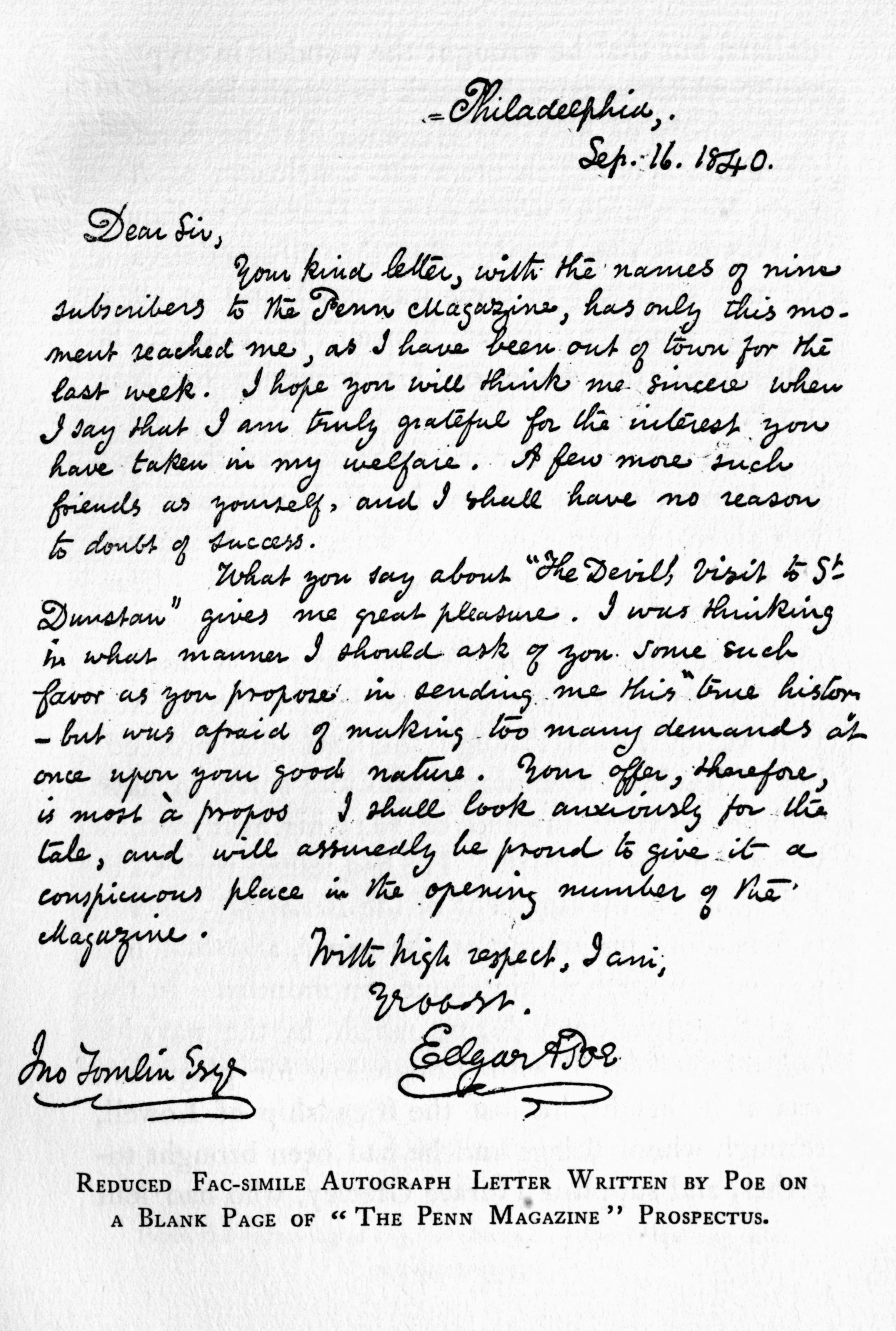
Fac-similé d'une lettre d'Edgar Allan Poe écrite à Philadelphie le 16 septembre 1840 et publiée dans le prospectus du Penn Magazine (édition de Dodd, Mead & Co, 1898).

En 1838, il se fixe à Philadelphie pour reprendre ses activités régulières de journaliste appointé. Il tente d'y vivre de sa plume, mais ses quelques piges ne le sortent pas de la misère. La même année paraissent Les Aventures d'Arthur Gordon Pym, qui n'ont aucun succès.
En juin 1839, William Burton offre à Edgar la place de rédacteur en chef adjoint au Burton's Gentleman's Magazine. Il y est encore moins libre qu'au Southern, car il doit servir l'opportunisme de Burton, qui lui a recommandé de faire preuve d'indulgence dans ses comptes rendus critiques. Toutefois, il s'entend bien avec Burton, et leur collaboration permet au Gent's Mag, qui publie La Chute de la maison Usher, Le Diable dans le beffroi et William Wilson, de devenir le mensuel le plus en vue de Philadelphie. En revanche, la publication en volume des Contes du grotesque et de l'arabesque, en 1840, n'obtient qu'un succès d'estime. La même année, Edgar se livre à une critique de Longfellow, auquel il reproche le manque d'unité de ses textes, et inaugure une série de dénonciations de plagiats.
En janvier 1840, il entreprend la publication en livraisons successives d'un roman de l'Ouest, Le Journal de Julius Rodman, médiocre fiction restée inachevée et pleine d'emprunts aux journaux de voyage contemporains. En juin, il quitte Burton pour fonder le Pen Magazine, revue littéraire dont il serait le seul maître. Il fait circuler des tracts aux plus grandes célébrités littéraires américaines, mais le projet échoue lorsque le commanditaire, George Graham, se retire. En octobre, Graham, qui possède le Saturday Evening Post et le mensuel Casket achète pour 3 500 dollars le Burton's Gentleman's Magazine (qui compte alors 3 500 abonnés) et le rebaptise Graham's Gentleman's Magazine. Dans le premier numéro paraît le conte L'homme des foules.
En juin 1841, Edgar est engagé comme rédacteur associé par son ami George Graham. Il touche un salaire annuel de 800 dollars. Pour la première fois, il jouit d'une réelle indépendance. La plupart de ses grands articles et l'essentiel de son œuvre critique ont paru dans les pages du Graham's Magazine. C'est également la période la plus heureuse de sa vie. Il poursuit ses attaques contre les « cliques » et les « coteries » de New York et de Boston, qui dictent leur loi aux éditeurs et aux journalistes des grands centres urbains. Le tirage de la revue passe à 25 000 exemplaires, chiffre exceptionnel pour l'époque.
Un malheur vient cependant frapper sa famille. Un soir de janvier 1842, alors qu'elle chante pour des amis, Virginia est victime d'une hémorragie causée par la rupture d'un vaisseau de la gorge. Elle reste plusieurs mois entre la vie et la mort.
Peu après, le 6 mars, Edgar rencontre Charles Dickens, en tournée aux États-Unis, avec lequel il discute de l'instauration d'un copyright international. Dickens lui promet de lui trouver un éditeur en Angleterre. En mai, Edgar quitte le Graham's Magazine, repris par le projet de fonder sa propre revue, baptisée cette fois The Stylus.

### Espérances et errances

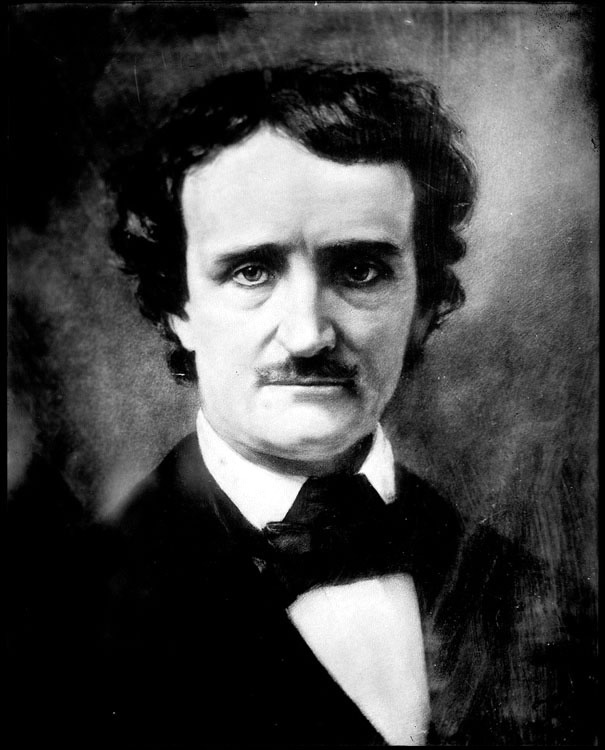
Portrait d'Edgar Allan Poe reproduisant un daguerréotype qui appartenait à Sarah Anna Lewis, réalisé pendant le séjour à Lowell, Massachusetts, probablement au début de l'été 1849.

En mars 1843, il se porte candidat à un poste de l'administration qui lui laisserait le temps d'écrire, grâce aux contacts de son ami F. W. Thomas. Toutefois, malgré le soutien de Robert Tyler, le fils du président des États-Unis, il ne peut obtenir aucun poste. Pendant la campagne présidentielle de 1840, il avait rédigé plusieurs pamphlets politiques opportunistes contre le candidat démocrate Martin Van Buren (Le Diable dans le beffroi) et son colistier Richard Mentor Johnson (L'Homme qui était refait), pour obtenir les bonnes grâces du parti whig. De retour à Philadelphie le 13 mars, il vit à nouveau de maigres piges.
En 1844, Edgar s'installe dans le nord de Manhattan, à la ferme Brennan, où il travaille avec acharnement à une Histoire critique de la littérature américaine qui ne verra jamais le jour. Par ailleurs, il écrit des Marginalia, brèves notes journalistiques souvent tirées de ses articles antérieurs. Enfin, il accepte un emploi subalterne au New York Mirror de son ami Nathaniel Parker Willis et remet à plus tard son projet du Stylus.
Le 28 janvier 1845, il publie Le Corbeau, qui a un succès extraordinaire. Paru dans l'Evening Mirror, le poème est repris dans de nombreux journaux. Sa renommée grandit. Une sélection de ses contes paraît chez les prestigieux éditeurs Wiley et Putnam à New York, puis un recueil de poèmes, Le Corbeau et autres poèmes en novembre 1845.
Plusieurs de ses comptes rendus critiques sont publiés dans le Broadway Journal de Charles Frederick Briggs et John Brisco, hebdomadaire d'information artistique et culturelle. Le 22 janvier 1845, il devient collaborateur permanent du journal et lance une campagne célèbre à New York sous le nom de « Guerre Longfellow » : Edgar et « Outis », un correspondant anonyme (Edgar lui-même selon certaines hypothèses), échangent de violentes diatribes, l'une ridiculisant Longfellow, l'autre accusant Le Corbeau de plagiat. En juillet, Edgar parvient à éliminer Briggs, l'un des deux actionnaires du journal. En octobre, Brisco cède ses parts à Edgar, qui concrétise alors son rêve, en devenant l'unique propriétaire de l'hebdomadaire. Toutefois, il s'aliène les journalistes et le public bostonien lors d'une conférence, volontairement obscure, sur son poème Al Aaraaf. Le 3 janvier 1846, Edgar dépose le bilan du Broadway Journal pour cause de dettes.

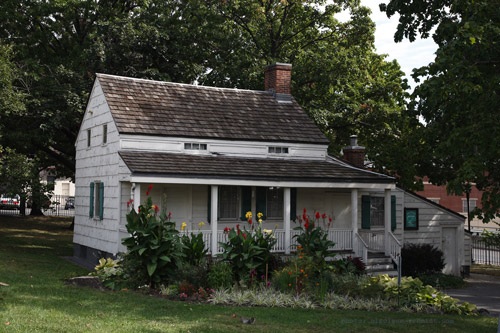
Cottage des Poe à Fordham.

En mai, Virginia étant de plus en plus malade, la famille s'installe à Fordham, quartier du Bronx, dans la grande banlieue de New York. Il apprécie les jésuites de l'université de Fordham et flâne fréquemment dans son campus, conversant avec les étudiants et les professeurs. La tour du clocher de l'université de Fordham lui inspire le poème The Bells. À cette époque, Edgar tombe gravement malade et, ne pouvant plus écrire, sombre dans la misère. Le foyer est soutenu par une amie, Marie Louis Shew, mais leur pauvreté est telle qu'un entrefilet dans le New York Express du 5 décembre appelle les amis du poète à l'aide.

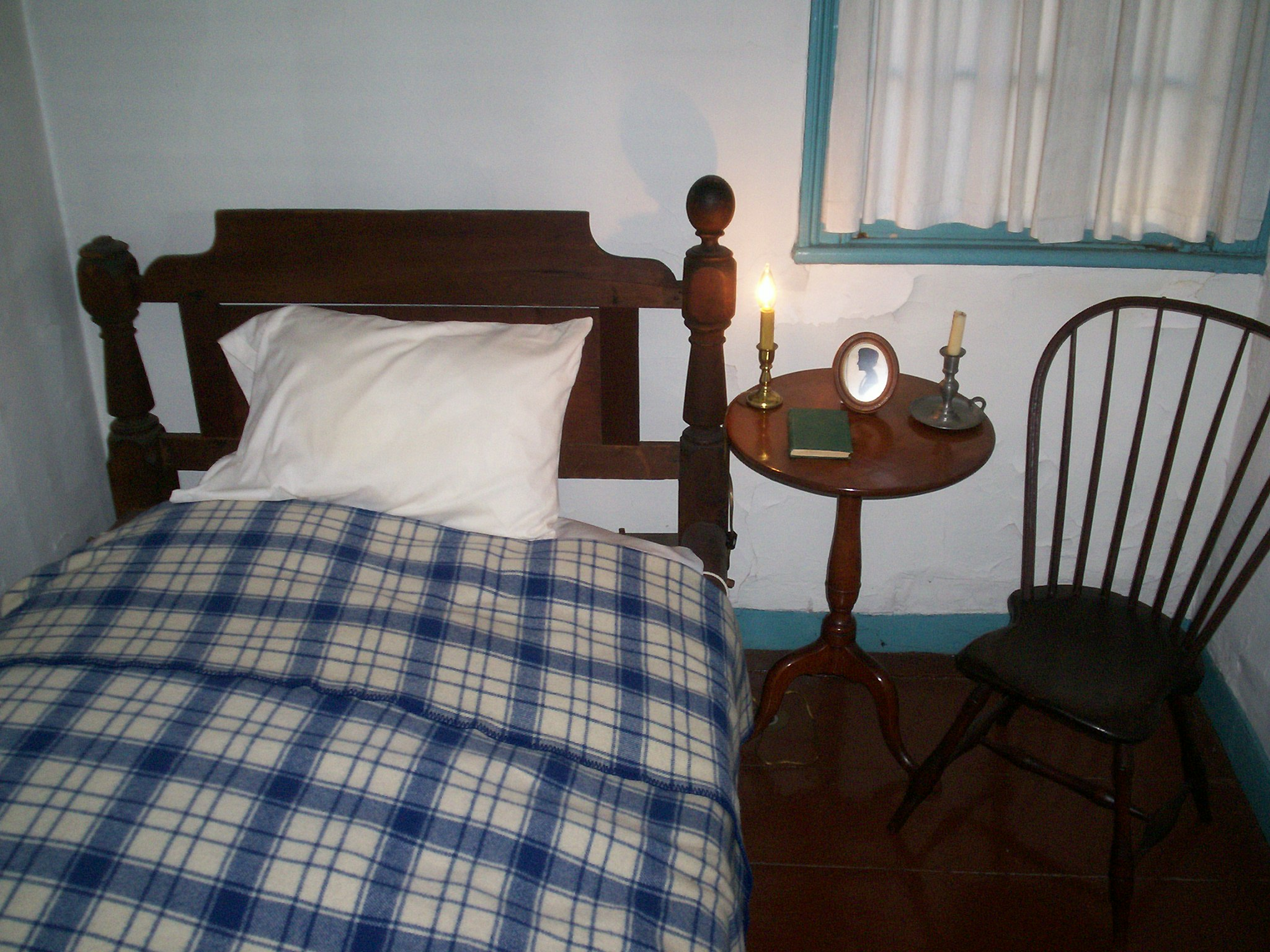
Chambre de Virginia Poe dans le cottage des Poe à Fordham.

Le 30 janvier 1847, Virginia décède à Fordham, à l'âge de 24 ans. Edgar, gravement malade, est soigné par Mrs Shew et Maria Clemm. À cette époque, il est très occupé par son projet de poème en prose, Eureka ou Essai sur l'univers matériel et spirituel. Il s'engage dans une quête frénétique d'amitiés féminines avec Mrs Lewis, dont il corrige les poèmes sentimentaux contre rétribution, avec Mrs Nancy Locke-Richmond (qui habite à Lowell, dans le Massachusetts), dont il s'éprend et qui sera l'Annie des derniers poèmes, enfin, avec Mrs Sarah Whitman (qui vit à Providence, dans le Rhode Island), poétesse spiritualiste à qui il adresse le second poème À Hélène et qu'il demande en mariage. En novembre 1848, dans des circonstances assez obscures, il absorbe une forte dose de laudanum qui manque de l'empoisonner. De plus, il s'est mis à boire, lors de la maladie de Virginia, entre 1842 et 1847, et il est victime de crises d'éthylisme. Il souffre même un moment d'une attaque de paralysie faciale.
Le 13 novembre, Mrs Whitman accepte de l'épouser s'il renonce à l'alcool. Le 23 décembre, à Providence, il donne devant deux mille personnes sa célèbre conférence sur Du Principe poétique (qui ne sera publiée qu'après sa mort). Deux jours plus tard, le 25 décembre, doivent être célébrées les noces avec Mrs Whitman. Toutefois, le lendemain, celle-ci reçoit une lettre anonyme lui apprenant de prétendues « relations immorales » entre Edgar et une de ses amies. De plus, on lui apprend que son fiancé a passé la nuit à boire avec des jeunes gens dans une taverne de la ville. Aussitôt, elle décide de rompre avec lui.
De retour à Fordham, Edgar reprend son projet de revue littéraire avec E.H.N. Patterson. Après une visite à Mrs Richmond, il entreprend un voyage dans le Sud pour rassembler des fonds en faveur de sa revue. Parti de New York le 30 juin 1849, il séjourne tout l'été à Richmond, où il retrouve Elmira Royster Shelton, veuve depuis la mort de son mari en 1844, avec laquelle il songe à se marier, et redonne sa conférence sur Le Principe poétique, qui rencontre un très grand succès. Il la refait également à Norfolk (Virginie).

### Une mort mystérieuse

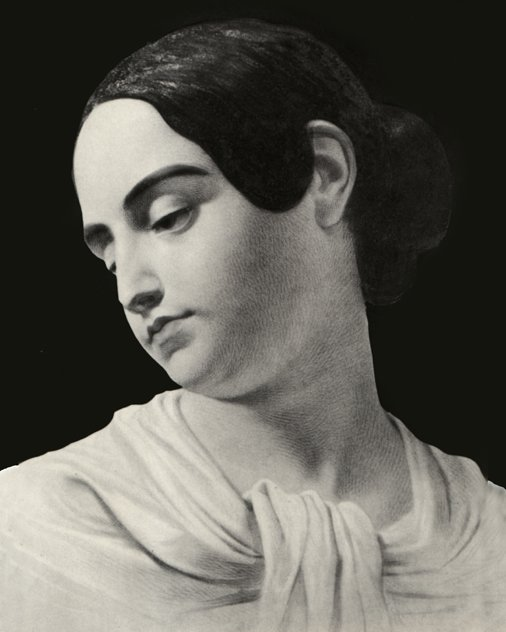
Portrait de Virginia Poe sur son lit de mort, peint en 1847.

Le 27 septembre, Edgar quitte Richmond en bateau pour Baltimore, où il débarque le lendemain. On perd alors sa trace pendant quatre jours.
Le 3 octobre 1849, Joseph W. Walker envoie un message au Dr James E. Snodgrass : « Cher Monsieur, — Il y a un monsieur, plutôt dans un mauvais état, au 4e bureau de scrutin de Ryan, qui répond au nom d'Edgar A. Poe, qui paraît dans une grande détresse et qui dit être connu de vous, et je vous assure qu'il a besoin de votre aide immédiate. Vôtre, en toute hâte, Jos. W. Walker. » L'endroit où Edgar réapparaît, plus connu sous le nom de « Gunner's Hall », était une taverne qui, comme souvent à l'époque, servait de lieu de vote pendant les élections.
Le Dr Snodgrass et Henry Herring, l'oncle d'Edgar, viennent chercher l'écrivain qu'ils présument ivre. D'après les différents témoignages, au lieu de son costume de laine noir, il portait un manteau et un pantalon d'alpaga de coupe médiocre, vieillis et salis et dont les coutures avaient lâché en plusieurs points, ainsi qu'une paire de chaussures usées aux talons et un vieux chapeau tout déchiré, presque en lambeaux, en feuilles de palmier. La chemise était toute chiffonnée et souillée et il n'avait ni gilet ni faux-col.

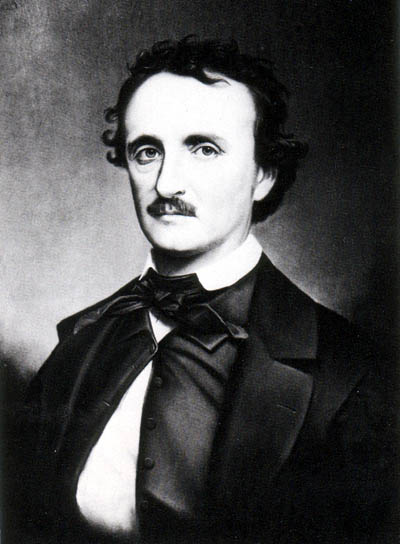
Copie photographique du portrait d'Edgar Allan Poe, peint par Oscar Halling à la fin des années 1860 à partir du daguerréotype « Thompson », l'un des derniers portraits de Poe réalisés en 1849.

Conduit au Washington College Hospital, il alterne entre des phases de conscience et d'inconscience. Aux questions qu'on lui pose, il répond par des phrases incohérentes. Son cousin, Neilson Poe, venu lui rendre visite, ne peut le voir. Edgar meurt, officiellement d'une « congestion cérébrale », le dimanche 7 octobre, à 3 h ou 5 h du matin. Il est inhumé dans le cimetière presbytérien de la ville, le Westminster Hall, maintenant intégré à l'école de droit de l'université du Maryland.
Plusieurs théories ont été émises pour expliquer la mort d'Edgar. On a prétendu, ainsi, qu'il serait mort des suites d'une trop grande consommation d'alcool. D'autres mettent en avant des ennuis de santé. En 1847, il avait été victime d'une longue maladie qui lui aurait causé une lésion au cerveau. De même, en 1848, le Dr John W. Francis aurait diagnostiqué une maladie du cœur, diagnostic qu'Edgar Poe aurait d'ailleurs rejeté. Enfin, dans ses lettres à Maria Clemm, les 7 et 14 juillet, il indique qu'il est malade, parlant d'une amélioration de son état le 19. Parmi les maladies qui auraient pu causer sa mort, on a parlé de la tuberculose, de l'épilepsie, du diabète ou de la rage.
Autre hypothèse mise en avant : il aurait retrouvé des anciens de West Point, qui l'auraient invité à boire. Rentrant seul, dans un état d'ivresse, il aurait été volé et battu par des brutes et aurait erré dans les rues pendant la nuit avant de sombrer, inconscient.
Cependant, la théorie la plus largement admise est qu'il aurait été victime de la corruption et de la violence qui sévissaient de manière notoire lors des élections. De fait, la ville était alors en pleine campagne électorale (pour la désignation du shérif, le 4 octobre) et des agents des deux camps parcouraient les rues, d’un bureau de vote à l’autre, pour faire boire aux naïfs un cocktail d’alcool et de narcotiques afin de les traîner ainsi abasourdis au bureau de vote, afin de les faire voter plusieurs fois sous différentes identités. Pour parfaire le stratagème, on changeait la tenue de la victime, qui pouvait être battue. Le faible cœur d'Edgar Poe n'aurait pas résisté à un tel traitement.

### La tombe d'Edgar Poe

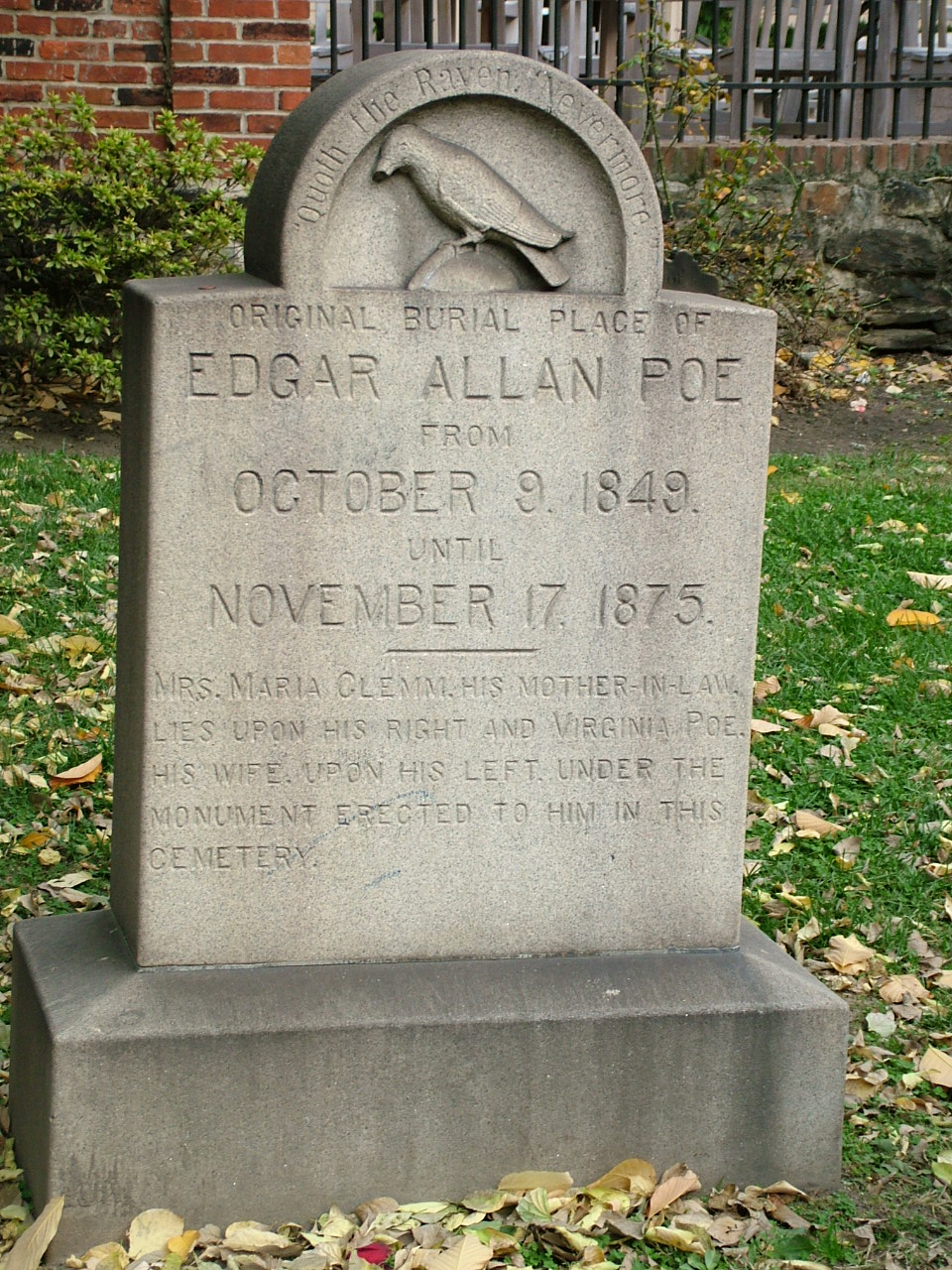
Monument placé en 1913 à l'emplacement originel de la tombe d'Edgar Poe, dans le cimetière presbytérien de Baltimore.

Poe est enterré lors d'une cérémonie réduite à sa plus simple expression et placé dans une tombe non marquée qui progressivement sera recouverte d'herbes.
En 1860, sa famille se mobilise pour offrir une pierre tombale de marbre blanc au poète négligé de Baltimore, portant l'épitaphe : « Hic Tandem Felicis Conduntur Reliquae Edgar Allan Poe, Obiit Oct. VII 1849 » et sur l'autre face l'inscription : « Jam parce sepulto » (litt. « Maintenant, épargne celui qui est enterré »), mais la pierre est détruite accidentellement avant même sa mise en place.
Grâce à une souscription initiée en 1865 et relayée par les élèves de l'université du Maryland, Poe est réinhumé le 1er octobre 1875 sur un nouvel emplacement, et une véritable cérémonie est organisée sur sa nouvelle tombe le 17 novembre qui mentionne cette fois une date de naissance erronée (20 janvier au lieu du 19). Le nouveau monument n'a aucune épitaphe, même si plusieurs suggestions ont été faites, en particulier par Oliver Wendell Holmes. La pierre tombale mentionne seulement les noms et les dates de ses occupants. En 1885, les restes de Virginia Poe, enterrés en 1847 à New York, ont été apportés à Baltimore et inhumés avec ceux de Poe et de Maria Clemm, désormais réunis. Ce monument sera dégradé par le temps, remplacé par un monument en bronze, lui-même volé et remplacé.
Ce n'est finalement qu'en 1913 qu'une autre pierre commémorative est repositionnée, d'abord au mauvais endroit, puis finalement à l'emplacement originel de la tombe d'Edgar Poe, dans le cimetière presbytérien de Baltimore, avec l'épitaphe suivante, tirée du poème Le Corbeau : « Quoth the Raven, "Nevermore." » (Le corbeau dit : « Jamais plus ! »),.
Depuis 1949, les admirateurs de Poe se réunissent chaque année sur sa tombe, à l'anniversaire de sa naissance, le 19 janvier.
À l'occasion du bicentenaire de sa naissance, des funérailles solennelles, présidées par John Astin, ont été organisées par le Poe House and Museum de Baltimore le 11 octobre 2009, son enterrement n'ayant pas été annoncé publiquement en 1849 et l'assistance autour de son cercueil s'étant alors résumée à dix personnes.
Chaque 19 janvier de 1949 à 2009, une mystérieuse personne, désignée comme le trinqueur de Poe (en) (Poe Toaster) a déposé discrètement, de nuit, sur sa tombe trois roses et une bouteille de cognac. Après le décès du trinqueur originel, probablement en 1998, la tradition fut reprise par un ou plusieurs héritiers. Les trinqueurs sont toujours anonymes,.

## Sa personnalité

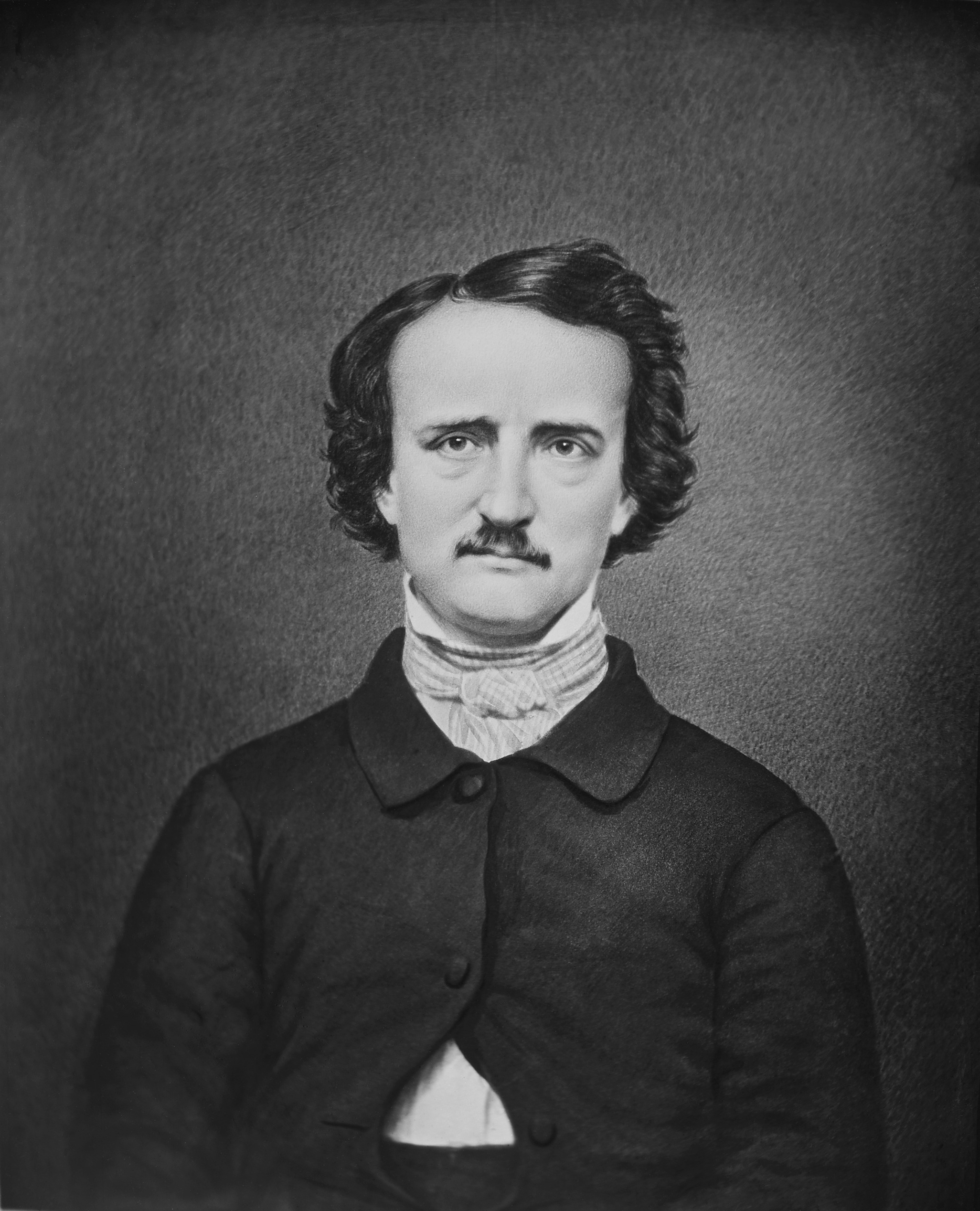
Edgar A. Poe, vers 1849

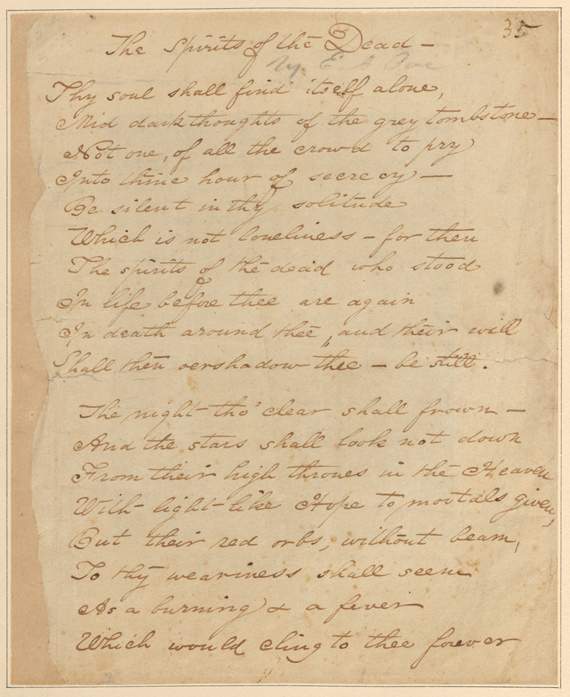
Copie du manuscrit original de The Spirits of the Dead, un poème d'Edgar Allan Poe.

Cultivant son intelligence, Edgar Allan Poe était un homme très courtois mais d'une férocité sans égale, qui le brouilla avec de nombreuses personnes. Ses amis étaient toujours frappés par sa tenue soignée à l'excès et la clarté de son élocution. De même, ses manuscrits se distinguent par la fermeté, la régularité et l'élégance de son écriture et ne comportent que peu de ratures. Très souvent, il écrivait sur des feuilles de bloc-notes qu'il collait les unes aux autres de manière à former des rouleaux très stricts. Une analyse graphologique de ces manuscrits a été réalisée, qui révélerait une intelligence « ne dormant jamais », une indépendance extrême à l'égard des conventions, et qui contrôle, ou cherche toujours à contrôler, une extraordinaire sensibilité ; somme toute, un « cérébral ».
Dans son travail, il se méfiait du premier jet, du spontané. Pressé par le besoin d'argent, il livrait le plus souvent des contes non revus aux journaux ou revues auxquels ils étaient destinés. Toutefois, lors des republications, il apportait à ceux-ci d'importants changements, toujours dans le sens d'un meilleur resserrement du texte. Durant les derniers mois de son existence, il révisa de près ses fictions et ses écrits théoriques ou critiques en vue de la première grande édition de ses œuvres, qui parut à New York en 1850.
Très conscient de son intelligence, logicien, il aimait faire montre de ses capacités analytiques. Ainsi, lors de la publication en feuilleton de Barnabé Rudge (1841), roman de Dickens, il aurait deviné la fin de l'intrigue avant la parution des dernières livraisons. De même, Le Mystère de Marie Roget est inspiré d'un fait réel, l'assassinat de Mary Cecil Rogers à New York en 1841, dont le corps avait été retrouvé dans l'Hudson, près de la rive du New Jersey. Dans une lettre datée du 4 juin 1842, il explique que, dans son conte, en faisant faire à Dupin « une analyse très longue et rigoureuse de la tragédie » et en reprenant « les opinions et les arguments de la presse », il démontre « le caractère fallacieux de l'opinion reçue » et a « indiqué l'assassin d'une manière qui donnera un nouvel élan à l'enquête », expliquant que la jeune femme n'a pas été assassinée, comme on le pensait, par une bande de voyous.
Sa supériorité dans l'art d'écrire fut aussi marquée par quelques canulars, où il appliqua sa théorie de l'effet. Le 13 avril 1844, il fit paraître dans un numéro spécial du New York Sun un conte, Le Canard au ballon, présenté comme un fait réel. Par cette adroite mystification, il marquait son retour sur la scène littéraire new-yorkaise. Quant à La Vérité sur le cas de M. Valdemar, conte paru en 1845, l'éditeur, qui le publia comme un pamphlet, et les journaux qui le reprirent dans les éditions anglaises le présentèrent comme un rapport scientifique (parce qu'ils avaient été dupés). Elizabeth Barrett Browning lui écrivit pour louer « la puissance de l'écrivain et cette faculté qu'il a de transformer d'improbables horreurs en choses qui paraissent si proches et si familières ».

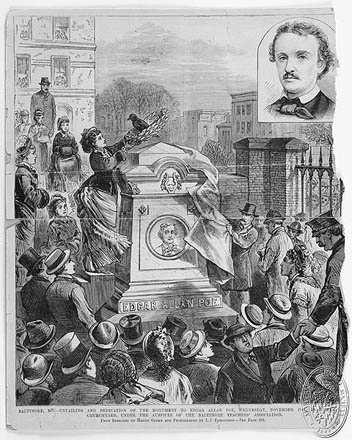
Dévoilement de la nouvelle tombe d'Edgar Allan Poe au cimetière de Westminster, à Baltimore.

Idéaliste, il était aussi très ambitieux, ce qu'il ne cachait pas. Il confia un jour à John Henry Ingram : « J'aime la gloire, j'en raffole ; je l'idolâtre ; je boirais jusqu'à la lie cette glorieuse ivresse ; je voudrais que l'encens monte en mon honneur de chaque colline et de chaque hameau et de chaque ville et de chaque cité sur Terre. »
Dès l'enfance, il lisait Byron, dont l'influence devait marquer ses premiers poèmes, Coleridge et la plupart des romantiques de son époque. Par la suite, il devait se démarquer de ces auteurs et se signala par des critiques assez féroces contre Coleridge. Il connaissait aussi parfaitement la littérature classique et goûtait particulièrement Pope. Il professa une grande admiration pour Ondine, conte de Friedrich de La Motte-Fouqué, pour Shelley, pour le génie de Dickens (notamment pour Le magasin d'antiquités), pour Hawthorne. En revanche, il exprimait de sévères critiques à l'égard de Carlyle, d'Emerson (qu'il considérait comme la « respectueuse réplique » du premier), de Montaigne, dont l'emploi de la digression dans ses Essais était en contradiction avec ses idées sur la nécessaire unité d'un texte. De même, s'il pouvait dire de John Neal que « son art est grand, il est d'une nature élevée », il mettait en avant ses « échecs répétés […] dans le domaine de la construction de ses œuvres », due, selon lui, soit à une « déficience du sens de la totalité », soit à une « instabilité de tempérament ».
Malgré ses efforts, il ne vécut jamais dans une réelle aisance, mais connut souvent la misère, même s'il bénéficia de son vivant d'une réelle célébrité, surtout par ses activités de journaliste et son poème Le Corbeau.

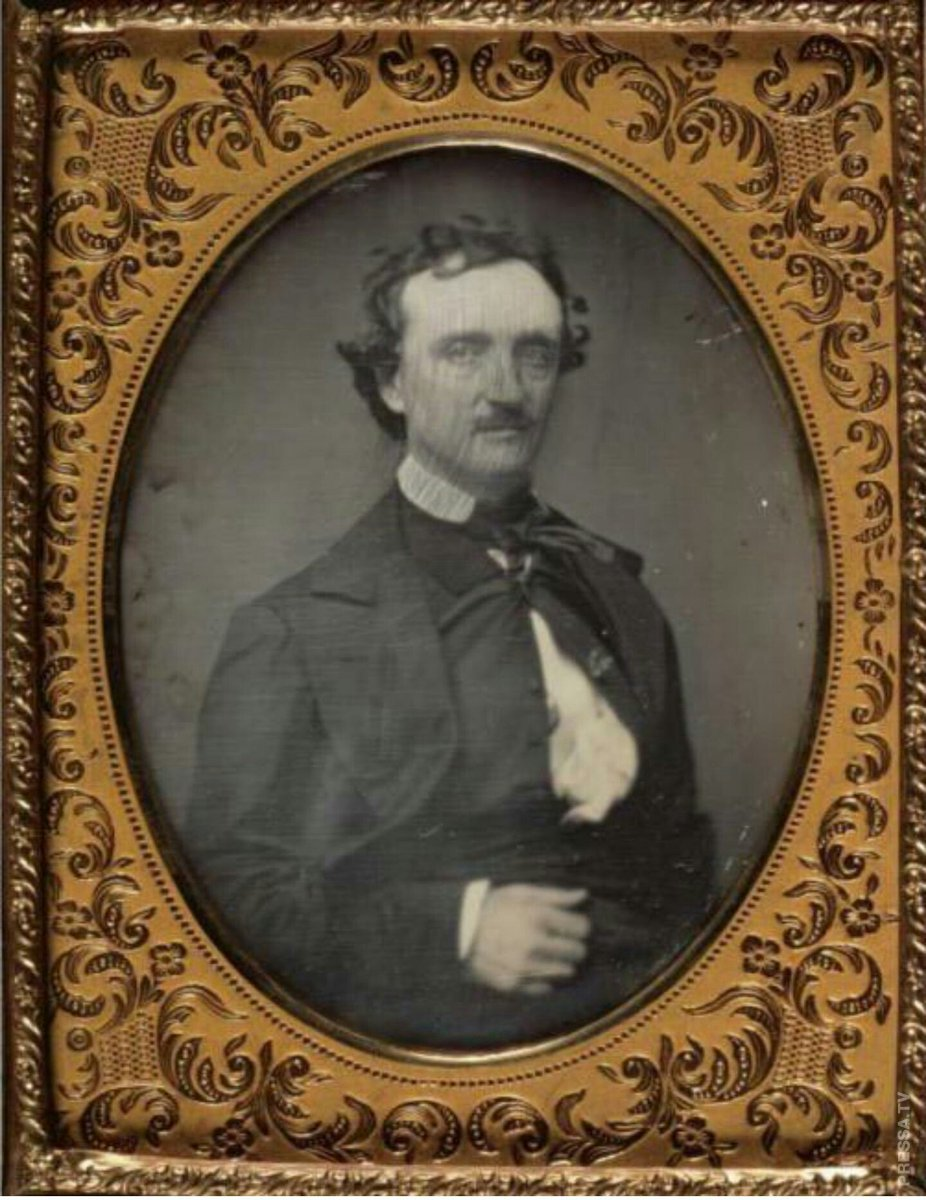
Portrait d'Edgar Allan Poe, par William Abbott Pratt (1818-1879) à Richmond (Virginie) en septembre 1849. Les deux daguerréotypes pris par Pratt lors de cette séance sont les derniers à avoir été réalisés avant la mort de l'auteur à Baltimore en octobre 1849.

### Poe et l'alcool
L'alcoolisme de Poe a été démesurément exagéré, pour suggérer que sa vie aurait été une longue suite de beuveries et le disqualifier en tant qu'auteur. D'abord, il est peu probable qu'il ait pu écrire ou concevoir ses poèmes ou ses contes sous l'influence de l'alcool, ne serait-ce qu'en raison de la longueur, de l'arrondi et de la construction soignée de ses phrases. Ensuite, son flirt avec l'alcool était intermittent ; s'il lui arrivait de boire plusieurs jours de suite, il pouvait ne pas toucher une goutte d'alcool pendant des mois ou des années.
Avant 1841, il n'existe aucun document témoignant de ses rapports à l'alcool. En avril 1841, il écrivit au docteur J. Evans Snodgrass : « Je suis tempérant jusqu'à la rigueur... À aucune période de ma vie je n'ai été ce que les hommes peuvent appeler intempérant... Mon tempérament sensible ne pouvait supporter une excitation qui était de chaque jour chez mes compagnons. Pour faire court, il est parfois arrivé que je sois complètement ivre. Pendant quelques jours, après chaque excès, j'étais invariablement cloué au lit. Mais cela fait maintenant quatre années entières que j'ai abandonné toute espèce de boisson alcoolisée — quatre ans, à l'exception d'un seul écart... quand j'ai été incité à recourir occasionnellement au cidre, dans l'espoir de soulager une attaque nerveuse ». Il est possible qu'il ait découvert l'alcool à l'université en 1826, comme nombre d'autres jeunes gens, mais l'un de ses camarades a témoigné du fait qu'il était réputé, parmi les professeurs, pour sa sobriété, son calme et sa discipline. Par la suite, il est demeuré de longues années sans boire ; il obtint trois lettres de recommandation lors de son départ de l'armée en 1829. Sa consommation aurait repris à West Point, mais les témoignages à ce sujet sont douteux. Plus tard, l'un de ses amis a fait état d'une consommation modérée de liqueur, durant son séjour à Baltimore, en 1832.
C'est à Richmond, en 1835, qu'on trouve les premières traces avérées d'une consommation d'alcool excessive, mais occasionnelle. Dans sa lettre à Snodgrass, Poe explique : « Pendant une brève période, quand j'habitais à Richmond et publiais le Messenger, j'ai certainement cédé à la tentation, avec de longs intervalles, suscitée de tous côtés par l'esprit de convivialité du Sud ». Après plusieurs années de sobriété, à la suite de son départ dans le Nord, il semble qu'il se soit remis à boire, en diverses occasions, à l'époque de la maladie de son épouse, la succession des améliorations intermittentes et des rechutes l'ayant fait sombrer dans la dépression. Vers la fin août 1849, Poe rejoignit la division Shockoe Hill des Sons of Temperance, à Richmond. Quant aux rumeurs d'alcoolisme, elles sont fondées sur le fait que, d'une part, il ne supportait pas l'alcool, et que, d'autre part, plusieurs personnes, soit qu'elles fussent fâchées avec lui (comme Thomas Dunn English), soit qu'elles pussent se compter comme ses ennemis, ont profité de ces quelques occurrences où il est apparu ivre pour généraliser et prétendre qu'il était alcoolique, cela afin de le blesser et de salir son honneur, puis sa mémoire,. De même, si le vin est un thème fréquent, dans les contes de Poe, il apparaît toujours sur un mode satirique ; les personnages décrits comme des connaisseurs sont généralement ivres ou sots ; le plus noble des vins n'apparaît pas comme un moyen de rendre la vie plus agréable ou plus riche, mais comme un piège pour l'imprudent et le faible. Le vin servait à Poe de métaphore ; à travers lui, il se moquait des prétentions de l'Homme et dénonçait ses tares.

## Ses écrits

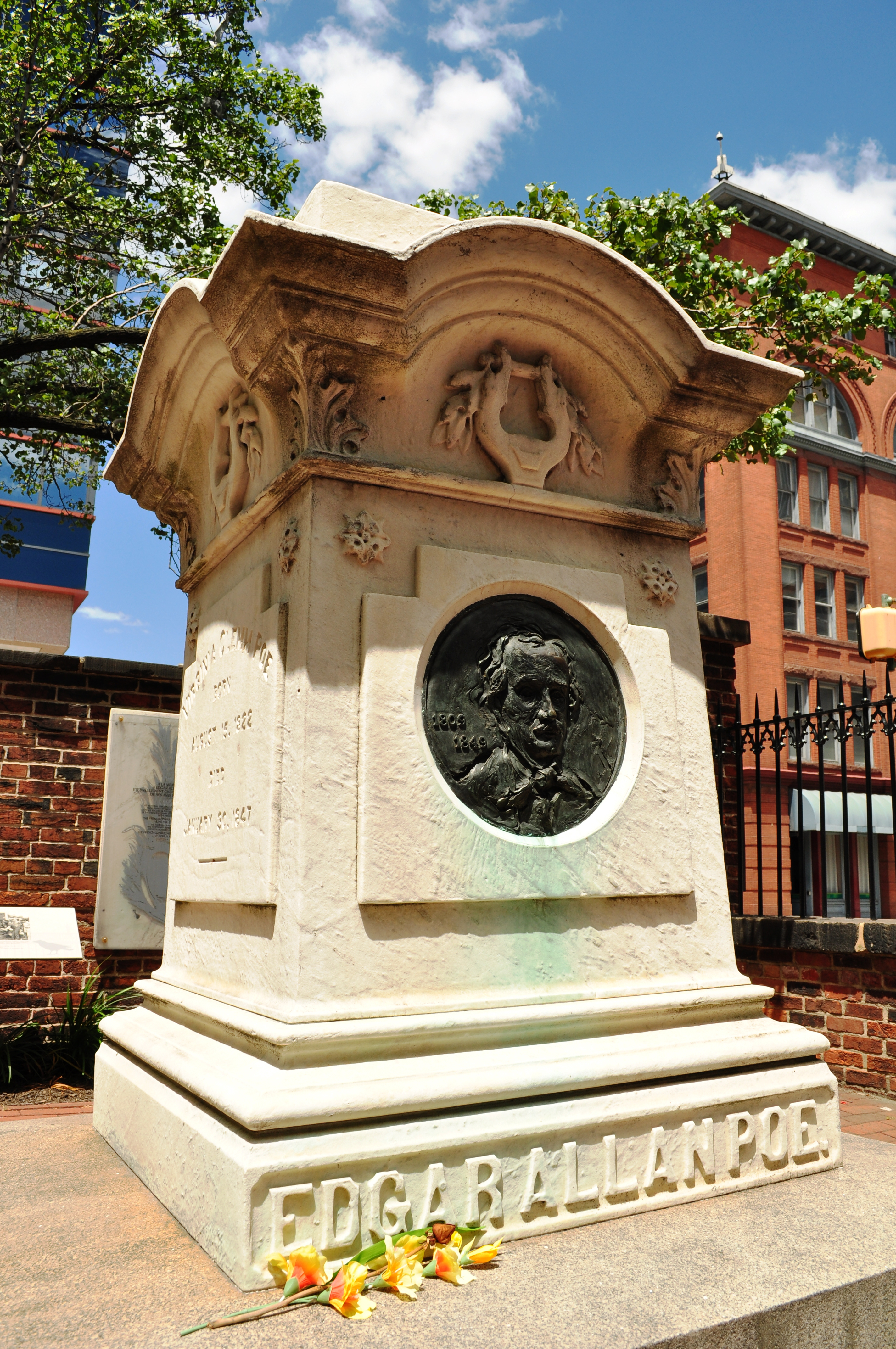
Tombe d'Edgar Poe, de Virginia et de Maria Clemm à Baltimore depuis 1875.

L'ambition d'Edgar Poe était de créer une véritable littérature nationale. En effet, à cette époque, l'influence européenne était prépondérante et la production du vieux continent affluait aux États-Unis dont la littérature — hormis Washington Irving et James Fenimore Cooper — ne brillait guère que par ses histoires d'horreur — l'auteur le plus connu étant alors Charles Brockden Brown — et ses romans sentimentaux. À ce titre, son œuvre de critique littéraire fut marquée par une véritable exigence de qualité, ainsi que la dénonciation des facilités et des plagiats. Longfellow fut la plus illustre de ses victimes ; il ne répondit jamais à ses accusations, encore que ses amis se fissent un plaisir, en réponse, de calomnier Edgar Poe dans les milieux littéraires new-yorkais.
Edgar Poe a laissé d'importants écrits théoriques, influencés par August Wilhelm Schlegel et Coleridge, qui permettent de donner sens à son œuvre. Ses réflexions littéraires renvoient à ses conceptions cosmogoniques. Dans Eureka, il explique que l'univers, à l'origine, était marqué par l'unicité. Il a éclaté par la suite en quelque chose que l'on pourrait rapprocher de la théorie du Big Bang, mais il aspire à retrouver son unité. C'est dans cet ouvrage, qui date de 1848, qu'est exposée la première solution plausible au paradoxe d'Olbers, . De même, en littérature, l'unité doit l'emporter sur toute autre considération. D'où la théorie de l'effet unique qu'il développe dans Philosophie de la composition (traduit par Baudelaire sous le titre de Genèse d'un poème): le but de l'art est esthétique, c'est-à-dire l'effet qu'il crée chez le lecteur. Or, cet effet ne peut être maintenu que durant une brève période (le temps nécessaire à la lecture d'un poème lyrique, à l'exécution d'un drame, à l'observation d'un tableau, etc.). Pour lui, si l'épopée a quelque valeur, c'est qu'elle est composée d'une série de petits morceaux, chacun tourné vers un effet unique ou un sentiment, qui « élève l'âme ». Il associe l'aspect esthétique de l'art à l'idéalité pure, affirmant que l'humeur ou le sentiment créé par une œuvre d'art élève l'âme et constitue, de ce fait, une expérience spirituelle. Le poème, le conte, le roman ne doit tendre que vers sa réalisation, et toute digression doit être rejetée. De même, le roman à thèse, où l'intrigue est entrecoupée de dissertations sur tel ou tel sujet, est à proscrire. Adversaire du didactisme, Poe soutient, dans ses critiques littéraires, que l'instruction morale ou éthique appartient à un univers différent du monde de la poésie et de l'art, qui devrait seulement se concentrer sur la production d'une belle œuvre d'art.
L'univers, dit-il, est un poème de Dieu, c'est-à-dire qu'il est parfait. Mais l'Homme, aveugle aux œuvres de Dieu, ne voit pas cette perfection. C'est au poète, qui a l'intuition de cette perfection, grâce à son imagination créatrice, de la faire connaître à l'humanité. Mais certains poètes mégalomanes, guidés par ce que les Grecs anciens appelaient hubris, au lieu d'admettre l'impossibilité de l'imitation parfaite de l'intrigue de Dieu par l'Homme, prétendent se livrer à une concurrence sacrilège. Marqués non par l'imagination créatrice, mais par la fancy — une fantaisie délirante créant l'erreur, l'illusion —, ils ne voient pas la perfection de la création divine ; leur esprit aveuglé interprète le monde en fonction de leur cœur, de leur propre tourment intérieur ; ils sont voués au néant par leur ambition prométhéenne. Dans la première catégorie, on peut citer le chevalier Auguste Dupin (Double assassinat dans la Rue Morgue, Le Mystère de Marie Roget et La Lettre volée), William Legrand (Le Scarabée d'or) ou le baron Ritzner von Jung (Mystification). De même, dans certains contes, l'illusion est révélée par un parent au narrateur fiévreux qui a fui une épidémie de choléra dans Le Sphinx, par des lunettes qu'on offre au narrateur myope dans Les Lunettes, par la révélation des causes psychosomatiques de la sorte de catalepsie dont souffre le narrateur dans L'Enterrement prématuré. Dans la seconde catégorie, la figure la plus marquante est Roderick Usher, dont l'influence néfaste « contamine » le regard du narrateur et lui fait voir comme surnaturels des phénomènes qui ont, en fait, une explication rationnelle (Poe disséminant adroitement les indices de cette explication dans le texte).

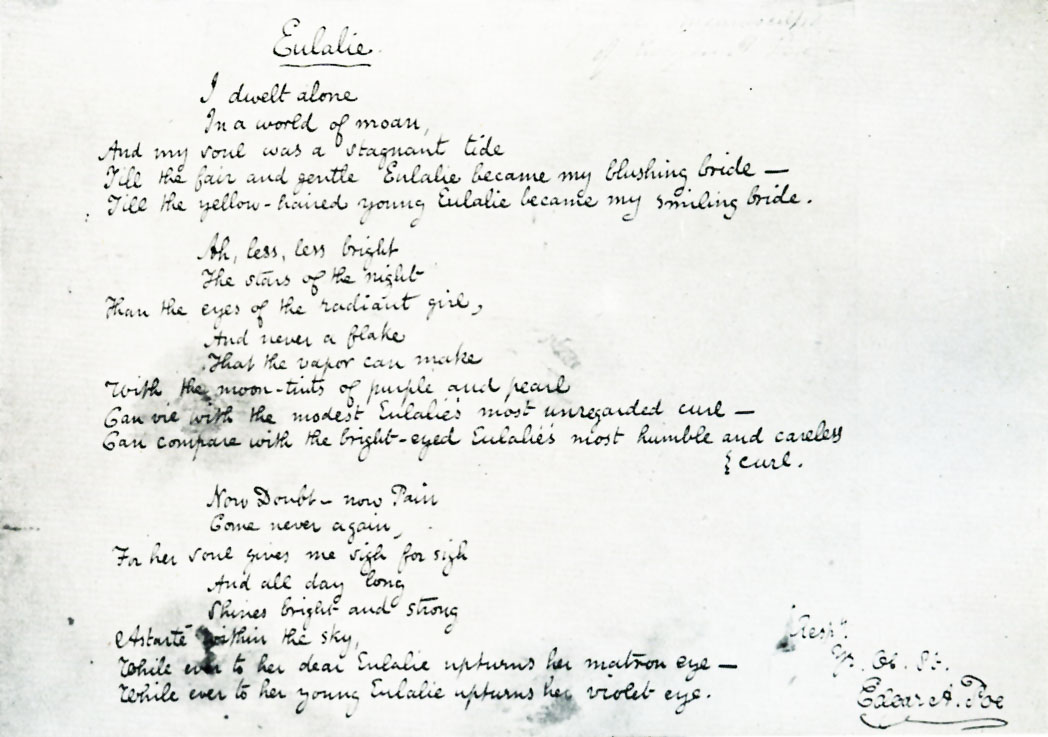
Manuscrit d’Eulalie, avec la signature d'Edgar Allan Poe.

Dans La Lettre volée (en anglais, The Purloined Letter), Edgar Poe imagine une intrigue où un certain « D. » (peut-être un frère du héros, le chevalier Auguste Dupin, comme semble l'indiquer la citation de la tragédie Atrée et Thyeste de Crébillon père : « Un destin si funeste, / S'il n'est digne d'Atrée, est digne de Thyeste. ») vole à une dame de qualité une lettre compromettante. Pour la cacher aux policiers, qui surveillent ses allers-retours et fouillent son hôtel pendant son absence, il la met bien en évidence dans un tableau accroché au mur. L'aveuglement des policiers, à l'esprit médiocre, renvoie à l'aveuglement des hommes, incapables de saisir la perfection de l'intrigue de Dieu. Quant à « D. », Poe le décrit comme dominé par la fancy, au contraire du chevalier Dupin, qui finit par l'emporter grâce à son imagination créatrice.
La narration, chez Poe, est marquée par la polysémie, dont témoignent les nombreux jeux de mots, dans les textes tragiques comme dans les textes comiques. Le narrateur, qui se signale le plus souvent par des lectures néfastes (littérature fantastique à l'allemande, romans gothiques, ésotérisme, métaphysique), décrit une histoire déformée par sa fancy, il ne maîtrise pas son écriture, dans laquelle plusieurs indices permettent d'appréhender la réalité sous-jacente.
Nombre d'histoires d'Edgar Poe, principalement celles qui devaient figurer dans les Contes de l'In-Folio, qu'elles relèvent du tragique ou du comique, appartiennent au registre de la parodie. Son but est de démontrer l'inconsistance des fausses gloires de son temps, dont seuls quelques-uns ont échappé à l'oubli. Ainsi, Metzengerstein imite les horreurs inventées dans les romans gothiques, comme Le Château d'Otrante d'Horace Walpole ou Les Élixirs du diable d'Ernst Theodor Amadeus Hoffmann. L'histoire repose sur la croyance en la métempsycose, pour laquelle Edgar Poe a toujours manifesté un profond mépris et qui relevait pour lui de l'aliénation mentale. Dans Le Duc de l'Omelette, il se moque des maniérismes et du style affecté de Nathaniel Parker Willis. Dans Un événement à Jérusalem, qui reprend un roman de Horace Smith, Zilhah, a Tale of the Holy City (1829), il ridiculise l'orientalisme des romantiques. Quant à Manuscrit trouvé dans une bouteille, il représente un pastiche des récits de voyage. De même, des contes comme Bérénice raillent les outrances auxquelles se livraient les revues de l'époque. Le Roi Peste, de son côté, démonte les mécanismes du roman Vivian Grey (1826), récit plein de fantaisie débridée à travers lequel, non sans incongruité, Benjamin Disraeli entendait dénoncer l'ivrognerie. De même, dans Comment écrire un article à la « Blackwood » et A Predicament, la satire dénonce l'absurdité des contes à sensation, qui faisaient la fortune du Blackwood's Magazine, très célèbre revue d'Édimbourg. Quant à l'héroïne, Psyché Zenobia, c'est une femme de lettres américaine, un « bas-bleu », Margaret Fuller, dont les sympathies pour les transcendantalistes suffisaient à énerver Poe.
Plus largement, quand l'actualité ne venait pas lui fournir un sujet, il puisait assez souvent dans ses nombreuses lectures (que favorisait son travail de critique littéraire) pour concevoir et construire ses œuvres de fiction. Ainsi, Hop Frog est inspiré de l'accident advenu à Charles VI lors du bal des ardents, tel que l'a décrit Jean Froissart dans ses Chroniques. De même, William Wilson est directement inspiré de la trame d'un poème dramatique que Byron aurait eu l'intention d'écrire, dont Washington Irving avait révélé le contenu dans The Gift en 1836. Nathaniel Hawthorne s'était lui-même servi de ce matériau pour rédiger Howe's Masquerade. Il s'est également inspiré, pour sa nouvelle La Barrique d'Amontillado, de La Grande Bretèche d'Honoré de Balzac.
Il pouvait aussi faire appel, comme tout écrivain, à son expérience personnelle. Ainsi, Un matin sur le Wissahicon relate au départ une promenade qu'il avait faite à Mom Rinker's Rock et la rencontre d'un daim apprivoisé, même s'il s'éloigne vite de la simple transcription de souvenirs pour se livrer à une contemplation émerveillée de la nature et à une réflexion sur l'altération des paysages créée par la présence humaine, et plus largement sur les rapports entre l'industrie humaine et la beauté (sa description perdant tout réalisme pour basculer dans l'onirisme et offrir un coup d'œil éphémère sur une vision céleste).

## Postérité

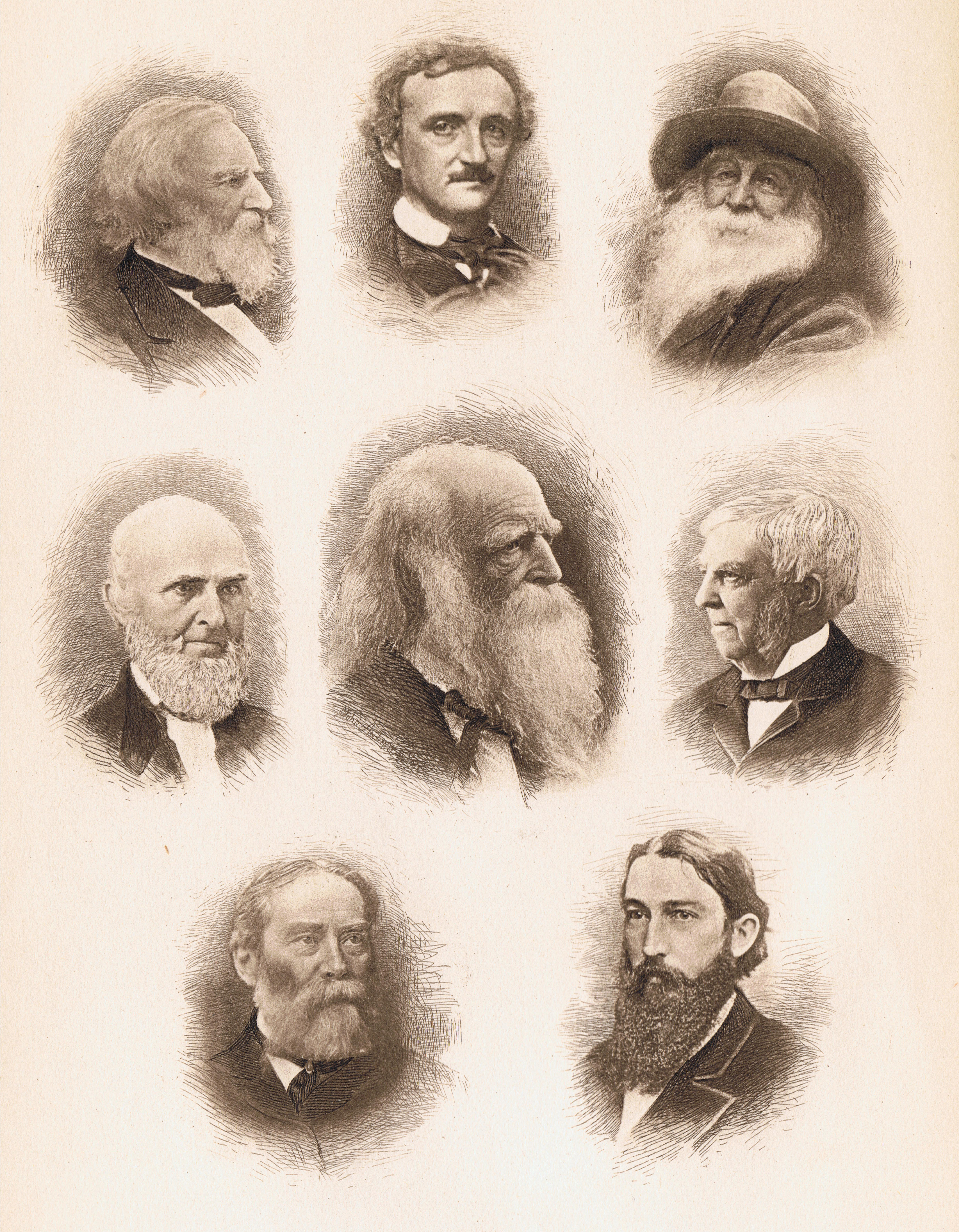
Frontispice de la 8e édition dAn American Anthology (1787-1900) d'Edmund Clarence Stedman. Figurent, avec Poe, de gauche à droite et de haut en bas, Henry Wadsworth Longfellow, Walt Whitman, John Greenleaf Whittier, William Cullen Bryant, Oliver Wendell Holmes, James Russell Lowell et Sidney Lanier.

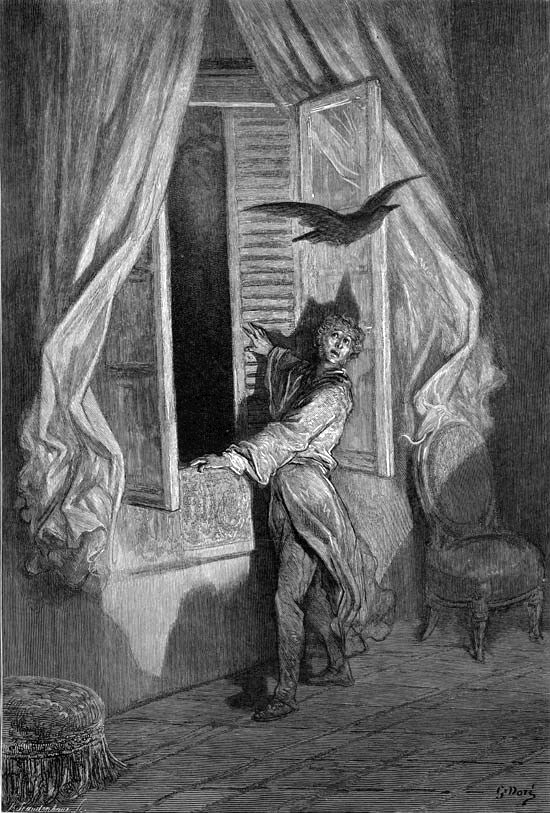
Illustration du Corbeau d'Edgar Allan Poe par Gustave Doré, en 1884.

Edgar Poe est un auteur prolifique, qui laisse deux romans, de nombreux contes et poèmes, outre ses essais, ses critiques littéraires et son abondante correspondance. Une partie importante de ses contes et poèmes ont été traduits en français par Charles Baudelaire et Stéphane Mallarmé. D'une très grande qualité littéraire, ces traductions comportent, en dépit d'une grande fidélité au texte original, un certain nombre d'erreurs, de contresens ou de lourdeurs,,, voire certaines libertés qui nuisent à la compréhension de la pensée de Poe. Si les poèmes ont pu faire l'objet de retraductions, le rôle joué par Baudelaire dans la célébrité de Poe en Europe a longtemps empêché tout travail en ce sens, seuls les textes qu'il avait laissés de côté ayant fait l'objet de traductions plus récentes. Ce n'est qu'en 2018 que des traductions intégrales de ses contes ont été publiées ; celles-ci ont permis au lecteur d'accéder à un texte exempt des erreurs de Baudelaire et de comprendre que la langue de Poe n'est nullement « plate ou pauvre », mais « classique et précise », et que « certains passages sont […] considérés comme des sommets de la prose américaine ». C'est le cas notamment du conte « Le pouvoir des mots », considéré par le critique et universitaire C. Alphonso Smith (en), et à sa suite le poète Walt Whitman, comme « inégalé dans la prose anglaise ancienne et moderne ».
Pendant longtemps, l'image d'Edgar Poe fut tronquée ; elle l'est encore dans une partie importante du public. Poe fut victime d'un pasteur baptiste bien-pensant, par ailleurs littérateur jaloux, Rufus Griswold (1815-1857) — le « pédagogue vampire », selon le mot de Baudelaire —, qui s'acharna à détruire son image. Le 9 octobre 1849, déjà, il écrivait dans le New York Tribune : « Edgar Poe est mort. Il est mort à Baltimore avant-hier. Ce faire-part étonnera beaucoup de personnes, mais peu en seront attristées. […] L'art littéraire a perdu une de ses plus brillantes et de ses plus bizarres célébrités. » Par la suite, chargé avec James Russell Lowell et Nathaniel Parker Willis d'assurer l'édition des Œuvres posthumes  de Poe, il rédigea une notice biographique parue en tête du troisième tome, « chef-d'œuvre d'ambiguïtés suggestives, de faux vraisemblables, de mensonges masqués, d'imaginations superbement jouées » selon Claude Richard. Il prétendit ainsi qu'il était alcoolique, mélancolique, c'est-à-dire victime d'un déséquilibre mental, et que c'était un personnage sinistre qui avait des « éclairs de génie ». Les légendes qu'il forgea eurent longtemps seules droit de cité, malgré les protestations des amis de Poe (Sarah Helen Whitman, John Neal, George Rex Graham, George W. Peck, Mrs Nichols ou Mrs Weiss). C'est grâce aux travaux de John Henry Ingram (1880), James A. Harrison (1902) et Arthur Hobson Quinn (1941) que la vérité sur le travail de l'écrivain fut rétablie, avec l'édition, en 1902, des œuvres complètes de Poe, dite Virginia Édition, qui comporte dix-sept volumes,.
En France même, où ses œuvres ont connu très tôt un large écho, grâce essentiellement aux efforts de Charles Baudelaire, nombre d'études témoignent d'une méconnaissance assez large du poète américain. Une part des légendes qui se colportent ont d'ailleurs été transmises par Baudelaire, lui-même, qui s'est reconnu dans cette image de l'écrivain hanté et misérable et l'a présenté avec trop d'insistance comme le parangon des poètes maudits et sulfureux. Même s'il dénonce largement les légendes colportées par Rufus Griswold (parmi lesquelles celle de l'alcoolisme de Poe), rappelant que, selon plusieurs témoins, il ne buvait généralement que fort peu, il décrit ce supposé alcoolisme comme « un moyen mnémonique, une méthode de travail ». De même, il lui attribue ses propres penchants pour la drogue.

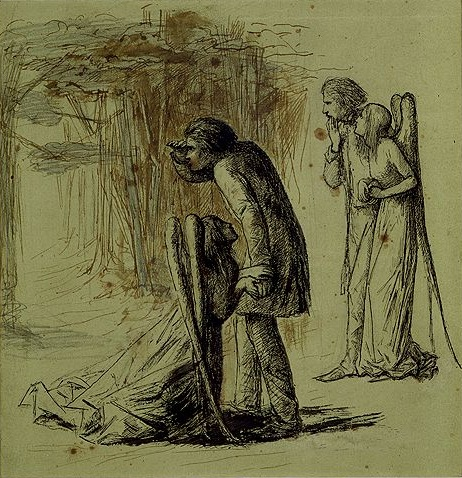
Illustration d’Ulalume par Dante Gabriel Rossetti (conservée au Birmingham City Museum and Art Gallery).

Plus tard, en 1933, Marie Bonaparte se livra à une importante étude psychanalytique, qui est fréquemment citée parmi les critiques de référence de Poe et de son œuvre, et qui a eu une grande influence sur la réception de l'œuvre de Poe, ne serait-ce qu'en raison de son analyse des textes de Poe suivant le prisme de la psychanalyse freudienne. Cela dit, plusieurs critiques considèrent son ouvrage comme assez contestable dans sa manière de reproduire et d'amplifier certaines légendes véhiculées par Griswold. Par exemple, elle affirme qu'Edgar Poe aurait aperçu, dans sa petite enfance, ses parents faisant l'amour, déduisant de cet événement des complexes dont témoigneraient, selon elle, ses textes. Influencée par les légendes répétées à l'envi depuis Griswold, qui présentent Poe comme un être neurasthénique, alcoolique, drogué, marqué par la fatalité, elle fait partie des analystes qui considèrent que Poe a écrit une œuvre largement autobiographique, transcrivant sur le papier ses propres terreurs. Pour ce faire, si elle corrige certaines erreurs de la traduction de Baudelaire, elle se livre elle-même à certaines déformations, pour justifier son propos. Ainsi, la phrase : « Si dans maintes de mes productions, la terreur a été le thème, je soutiens que cette terreur n'est pas d'Allemagne, mais de l'âme — que j'ai déduit cette terreur de ses seules sources légitimes et ne l'ai poussée qu'à ses seuls résultats légitimes. », tirée de la préface des Contes du grotesque et de l'arabesque, devient, sous sa plume : « Si dans maintes de mes productions, la terreur a été le thème, je soutiens que cette terreur n'est pas d'Allemagne, mais de mon âme ». Pour ces critiques, cette lecture ignore pour une part le travail de l'écrivain et méconnaît la pensée de Poe, que l'auteur prétend qualifier de « nécrophile en partie refoulé en partie sublimé »,,. Ainsi, selon le psychanalyste Édouard Pichon, « les études des psychanalystes sur les artistes, représentées surtout, en France, par celles de Laforgue sur Baudelaire et de Marie Bonaparte sur Edgar Poe, contiennent maints éléments intéressants, mais Freud a le bon sens d'écrire que la psychanalyse « ne peut rien nous dire de relatif à l'élucidation artistique » ». Par ailleurs, et dans une perspective très différente de celle d'une Marie Bonaparte ou d'un René Laforgue, Jacques Lacan a également livré un commentaire psychanalytique de la nouvelle intitulée La Lettre volée.

## Hommages

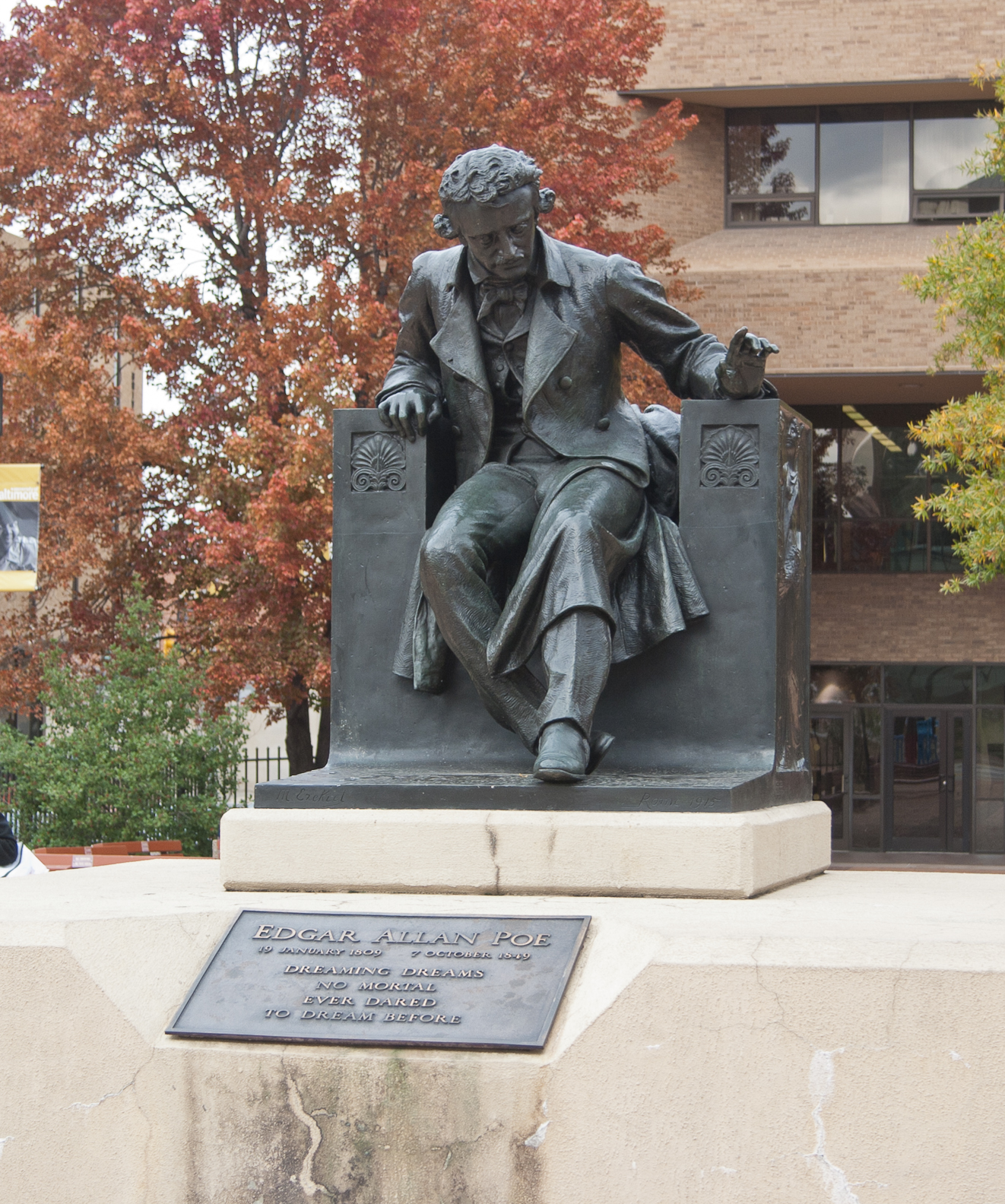
Statue d'Edgar Allan Poe, par Moses Ezekiel (1917), à la faculté de droit de l'université de Baltimore.

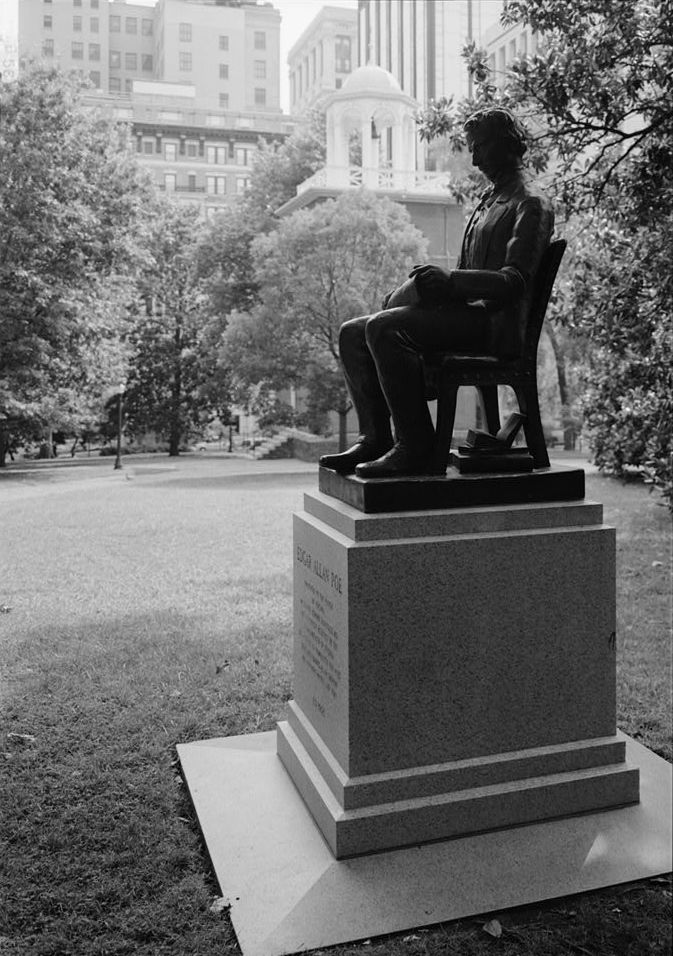
Statue d'Edgar Allan Poe, près du Capitole de l'État de Virginie, à Richmond (Historic American Buildings Survey, Librairie du Congrès, Washington).

Depuis 1917, une statue d'Edgar Allan Poe réalisée par Moses Ezekiel est installée dans le campus de la faculté de droit de l'université de Baltimore, à l'initiative de l'Edgar Allan Poe Memorial Association of Baltimore, fondée en avril 1907 par le Women's Literary Club of Baltimore.
Une statue en bronze de l'auteur, œuvre de Charles Rudy, a été offerte à la ville de Richmond par le Dr George Edward Barksdale. Installée avec un socle de granit rose sur le square près du Capitole de l'État de Virginie le 30 janvier 1959, elle a été inaugurée le 7 octobre suivant.
Une plaque commémorative a été apposée le 19 janvier 1989, pour le 180e anniversaire de sa naissance, sur la façade d'un immeuble près de Carver Street (actuellement, Charles Street South),,, dans le quartier de Bay Village, à Boston, où il a vu le jour. Puis, le 27 avril 2009, lors du bicentenaire de sa naissance, le maire de Boston, Thomas Menino, a inauguré avec Paul Lewis, professeur à Boston College, le square Poe, situé dans le même quartier, à l'angle de Boylston Street et de Charles Street, en face du Boston Common,.
L'université de Virginie, à Charlottesville, conserve la mémoire d'Edgar Allan Poe et de la chambre où il a vécu de février 1826 à mars 1827. On a donné son nom à l'allée (Poe Alley) qui borde le bâtiment.
La West 84th Street, à New York, a été baptisée « Edgar Allan Poe Street ». Elle est située dans l'Upper West Side, au nord-ouest de Manhattan, entre Riverside Park et Central Park, et coupée par Broadway. C'est là que se trouvait la ferme des Brennan, où les Poe ont vécu quelque temps entre 1844 et 1845. On trouve également une place à son nom dans le Bronx, à proximité du cottage où les Poe ont habité entre 1846 et 1849.
En 1927, une voie a été ouverte dans la zone de la butte Bergeyre, située dans le quartier du Combat, au sud-ouest du 19e arrondissement de Paris, à proximité du parc des Buttes-Chaumont ; elle a été baptisée « rue Edgar-Poe » l'année suivante.
Plusieurs autres rues portent son nom dans le monde, notamment à Berkeley, Bologne, Carhaix-Plouguer, Fontaine-le-Comte, Hartsdale (État de New York), Le Havre, Laredo (Texas), Mérignac, Nîmes, Niort, Palerme, Palo Alto, Portland, Providence, Reggio d'Émilie, Richmond, São José dos Pinhais, San Diego, Staten Island, Tours, Woodmere (État de New York), Xàbia ; des avenues à Ames, Cleveland, Dayton, East Meadow, Lithopolis (Ohio), Mount Pleasant (Caroline du Sud), Newark, Northridge (Ohio), Somerset (New Jersey), Stafford (Virginie), Urbana, Vandalia (Ohio), Westfield, Worthington (Ohio) ; des places à Baldwin (État de New York), Fairfield, Piscataway, Shelton, South Plainfield (New Jersey), Westerville (Ohio) ; des cours à Annandale (Virginie), Kendall Park (New Jersey) et Morganville (New Jersey), à Norfolk, New Windsor (État de New York), North Wales (Pennsylvanie), Roxbury (New Jersey), Staten Island, Williamstown (New Jersey).
Plusieurs écoles ont adopté son nom, notamment les écoles élémentaires d’Arlington Heights (Illinois), de Suitland, dans le comté du Prince George (Maryland) (Maryland), ou de Girard Estate, au sud de Philadelphie, inscrite dans le Registre national des lieux historiques depuis le 4 décembre 1986, ainsi que l’école élémentaire et secondaire (Junior High School) de San Antonio. À Paris, un lycée privé sous contrat, le « lycée Edgar-Poe », porte son nom depuis sa création en 1965 dans le 10e arrondissement de Paris.
La chanson Who the Hell is Edgar? dédiée à Edgar Allan Poe, interprétée par Teya & Salena, représente l'Autriche au Concours Eurovision de la Chanson 2023.

## Demeures conservées

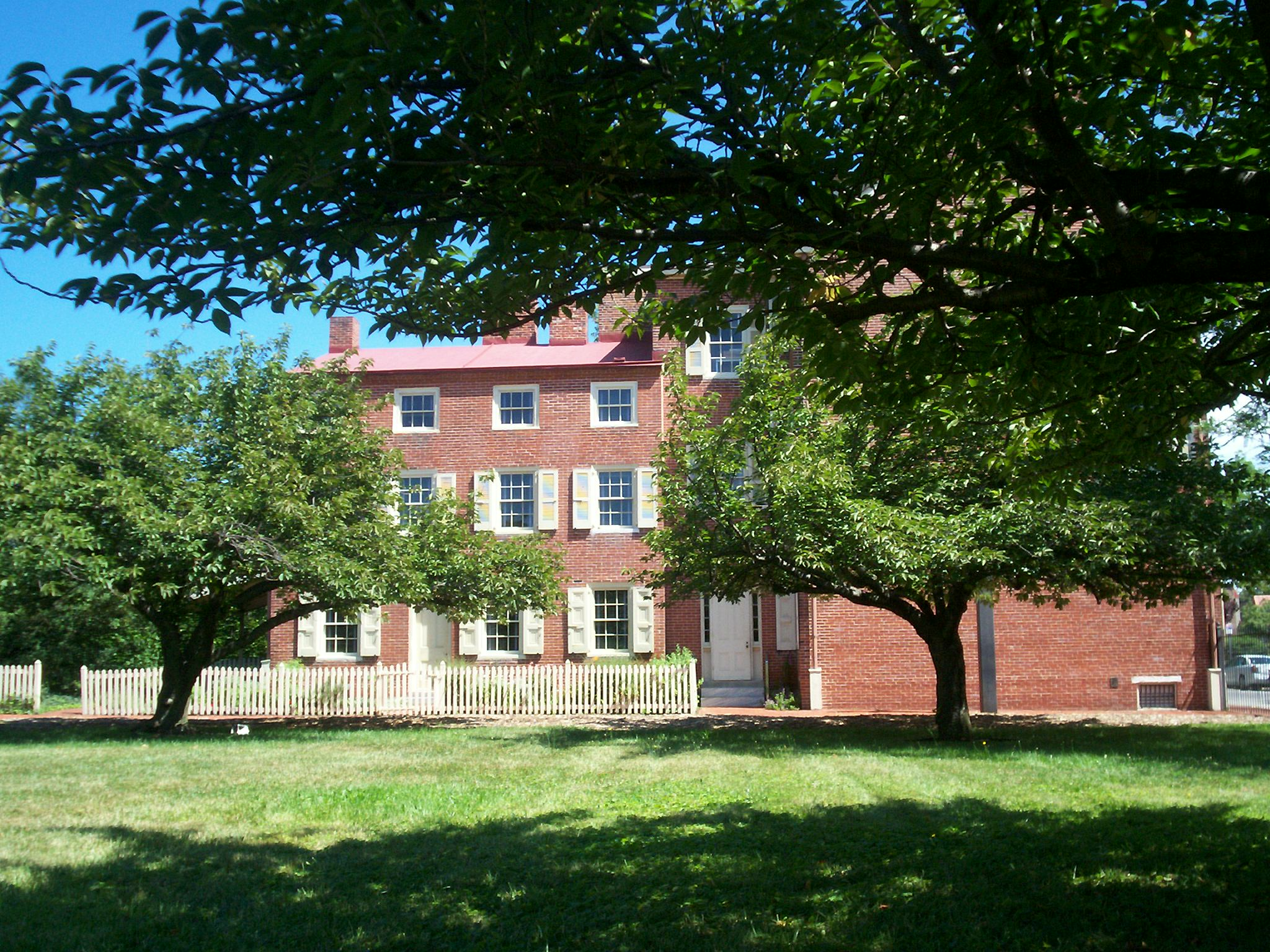
The Edgar Allan Poe National Historic Site, à Philadelphie (Pennsylvanie).

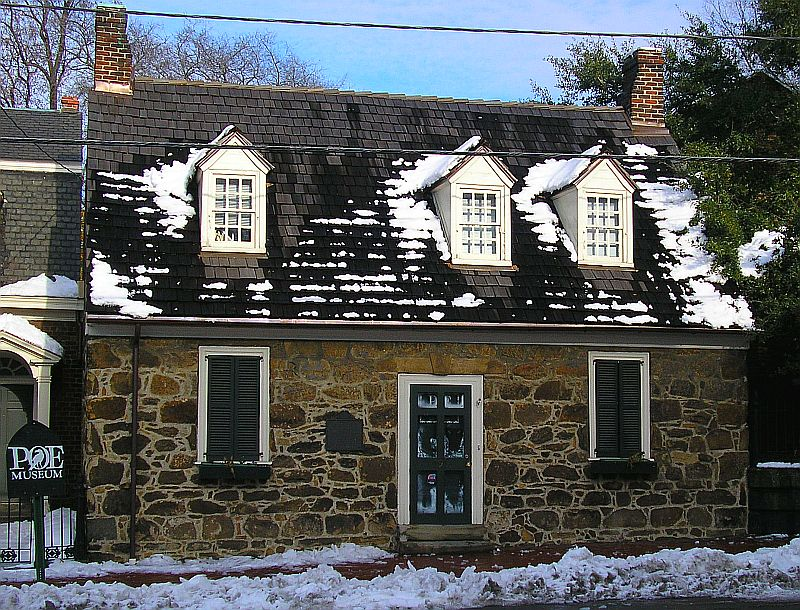
Musée Edgar Allan Poe de Richmond.

La plus ancienne des maisons existant encore où ait vécu Poe se trouve à Baltimore. Elle est conservée sous la forme d’un Musée Edgar Allan Poe. Poe est censé avoir vécu dans cette maison à 23 ans, quand il s’installa une première fois avec Maria Clemm et Virginia ainsi que sa grand-mère et, peut-être, son frère William Henry Leonard Poe. Elle est ouverte au public, de même que le siège de la Société Edgar Allan Poe.
Poe, son épouse Virginia et sa belle-mère Maria ont, par la suite, loué plusieurs maisons à Philadelphie, mais seule la dernière de ces maisons est encore debout. La maison de Spring Garden, où vécut l’auteur en 1843-1844, est aujourd’hui conservée par le Service des parcs nationaux en tant que Site historique national Edgar Allan Poe. Elle se situe entre la 7e rue et la rue Spring Garden et est ouverte du mercredi au dimanche de 9 heures à 17 heures.
La dernière maison de Poe, un cottage dans le Bronx, à New York, est également conservée.
La plus ancienne maison de Richmond, baptisée « Virginia », où Poe n’a jamais vécu, est aujourd’hui le siège d’un Musée Edgar Allan Poe, centré sur les premières années de l’écrivain auprès de la famille Allan.

## Adaptation de ses œuvres

### The Fall of the House of Usher(1839)
Au cinéma la première adaptation est le film français muet en 1928 La Chute de la maison Usher réalisé par Jean Epstein. Suit un court métrage muet d'horreur américain la même année : The Fall of the House of Usher réalisé par James Sibley Watson and Melville Webber. Il faut attendre 1960 pour voir La Chute de la maison Usher, film fantastique américain réalisé par Roger Corman. Dans les années 2000 plusieurs films ont été réalisés. The Fall of the Louse of Usher film d'horreur anglais de Ken Russell interprété par lui-même et Mediæval Bæbes. L'année suivante : Descendant film hollandais en anglais avec Katherine Heigl et Jeremy London. En 2004 : Usher écrit et réalisé par Roger Leatherwood. Et en 2006, The House of Usher film policier réalisé par Hayley Cloake.
Trois opéras ont également été écrits : La Chute de la maison Usher opéra inachevé (il travailla à sa partition de 1908 à 1917, mais ne l'acheva jamais) en un acte et deux scènes que Claude Debussy composa sur son propre livret. Une première version de The Fall of the House of Usher par Glass et une seconde The Fall of the House of Usher un opéra rock du chanteur anglais Peter Hammill, fondateur du groupe Van der Graaf Generator, et réédité en 1999 dans sa version définitive.

### The Tell-Tale Heart(1843)
La première adaptation eut lieu en 1914 : La Conscience vengeresse (The Avenging Conscience ou Thou Shalt Not Kill en anglais) film américain réalisé par D. W. Griffith. Puis Le Cœur révélateur (The Tell-Tale Heart) en anglais) court-métrage américain réalisé par Jules Dassin, sorti en 1941. Un nouveau court-métrage américain de moins de dix minutes portant le même titre The Tell-Tale Heart sort en 1953. Un troisième film portant le même titre original sort en 1960, il s'agit d'un long-métrage d'horreur de 78 minutes réalisé par Ernest Morris. En 2009 sort le long-métrage anglo-américain Tell tale réalisé par Michael Cuesta avec Josh Lucas, Lena Headey et Brian Cox. En 2012, Ryan Connolly sort un court-métrage d'horreur psychologique Tell.
Le jeu vidéo The Dark Eye dans ses énigmes fait référence à Poe et à The Tell-Tale Heart.

### The Raven(1845)
The Raven a été adapté six fois au cinéma à commencer en 1915 par un film muet sur la biographie d'Edgar Allan Poe réalisé par Charles Brabin avec Charles Brabin dans le rôle d'Edgar Poe. Puis en 1935 sort le film d'horreur américain Le Corbeau (The Raven) de Lew Landers avec Boris Karloff et Béla Lugosi. En 1963 sort le film fantastique américain Le Corbeau de Roger Corman avec à nouveau Boris Karloff, Jack Nicholson et Vincent Price. La quatrième adaptation The Raven sort en 2006 dirigée par le réalisateur allemand Ulli Lommel. En 2011 le réalisateur britannique Richard Driscoll sort Evil Calls: The Raven. En 2012 la sixième adaptation se nomme L'Ombre du mal (ou Le Corbeau au Québec) (The Raven), qui est un thriller américain réalisé par James McTeigue.

## Œuvres

### Théâtre
- Politien[93] (Politian, Richmond, Southern Literary Messenger, deux livraisons, décembre 1835–janvier 1836, inachevé)

### Romans
- Les Aventures d'Arthur Gordon Pym (The Narrative of Arthur Gordon Pym of Nantucket, deux livraisons, Southern Literary Messenger, janvier-février 1837 ; en volume, juillet 1838)
- Le Journal de Julius Rodman (The Journal of Julius Rodman, six livraisons, Philadelphie, Burton's Gentleman's Magazine, janvier-juin 1840), inachevé

### Essais
- Lettre à B… (Letter to M., Poems, New York, Elam Eliss, 1831 ; Letter to B —, Richmond, Southern Literary Messenger, juillet 1836)
- Le Joueur d'échecs de Maelzel (Maelzel's Chess Player, Richmond, Southern Literary Messenger, avril 1836)
- Philosophie de l'ameublement (The Philosophy of Furniture, Philadelphie, Burton's Gentleman's Magazine, mai 1840)
- Quelques mots sur l'écriture secrète (A Few Words on Secret Writing, Philadelphie, Graham's Magazine, juillet 1841)
- Exorde (Exordium, Philadelphie, Graham 's Magazine, janvier 1842)
- Quelques secrets de la prison du magazine, Broadway Journal, vol. I, no. 7, 15 février 1845
- La Philosophie de la composition (The Philosophy of Composition, Philadelphie, Graham's Magazine, avril 1846), titre exact de La Genèse d'un poème
- L'Art du conte chez Nathaniel Hawthorne (Tale-Writing-Nathaniel Hawthorne, Godey's Ladys Book, novembre 1847)
- Eureka (Eureka: A Prose Poem, New York, Wiley & Putnam, mars 1848)
- Le Fondement de la métrique (The Rationale of Verse, Richmond, Southern Literary Messenger, octobre 1848)
- Marginalia (New York, J. S. Redfield décembre 1850), recueil posthume de brefs textes parus dans divers journaux entre 1844 et 1849
- Du Principe poétique (The Poetic Principle, Southern Literary Messenger, 31 août 1850), posthume

### Contes et nouvelles
Voir la catégorie dédiée : Catégorie:Nouvelle d'Edgar Allan Poe
- Metzengerstein (Philadelphie, Philadelphia Saturday Courier, 14 janvier 1832)
- Le Duc de l'Omelette (The Duc De L'Omelette, Philadelphie, Philadelphia Saturday Courier, 3 mars 1832)
- Un événement à Jérusalem (A Tale of Jerusalem, Philadelphie, Philadelphia Saturday Courier, 9 juin 1832)
- L'Homme sans souffle (Loss of Breath, Philadelphie, Philadelphia Saturday Courier, 10 novembre 1832)
- Le Philosophe Bon-Bon (Bon-Bon, Philadelphie, Philadelphia Saturday Courier, 1er décembre 1832)
- Manuscrit trouvé dans une bouteille (MS. Found in a Bottle, Baltimore, Baltimore Saturday Visiter, 19 octobre 1833)
- Le Rendez-vous (The Assignation, Richmond, Godey's Lady's Book, janvier 1834)
- Bérénice (Berenice, Richmond, Southern Literary Messenger, mars 1835)
- Morella (Richmond, Southern Literary Messenger, avril 1835)
- Lionnerie (Lionizing, Richmond, Southern Literary Messenger, mai 1835)
- Aventure sans pareille d'un certain Hans Pfaall (The Unparalleled Adventure of One Hans Pfaall, Richmond, Southern Literary Messenger, juin 1835)
- Le Roi Peste (King Pest, Richmond, Southern Literary Messenger, septembre 1835)
- Ombre (Shadow - A Parable, Richmond, Southern Literary Messenger, septembre 1835)
- Quatre bêtes en une (Four Beasts in One - The Homo-Cameleopard, Richmond, Southern Literary Messenger, mars 1836)
- Une mystification (American Monthly Magazine, juin 1837)
- Silence (Silence - A Fable, Baltimore, Baltimore Book, automne 1837)
- Ligeia (Baltimore American Museum, septembre 1838)
- Comment écrire un article à la « Blackwood » (How to Write A Blackwood Article, Baltimore, Baltimore American Museum, novembre 1838)
- Une position scabreuse (A Predicament, Baltimore, Baltimore American Museum, novembre 1838)
- Le Diable dans le beffroi (The Devil in the Belfry, Philadelphie, Saturday Chronicle and Mirror of the Times, 18 mai 1839)
- Un homme usé (The Man That Was Used Up, Philadelphie, Burton's Gentleman's Magazine, août 1839)
- La Chute de la maison Usher (The Fall of the House of Usher, Philadelphie, Burton's Gentleman's Magazine, septembre 1839)
- William Wilson (Philadelphie, The Gift: A Christmas and New Year's Present for 1840, octobre 1839)
- Conversation d'Eiros avec Charmion (The Conversation of Eiros and Charmion, Philadelphie, Burton's Gentleman's Magazine, décembre 1839)
- L'Homme d'affaires (The Business Man, Philadelphie, Burton's Gentleman's Magazine, février 1840)
- Philosophie de l'ameublement (Philadelphie, mai 1840)
- Pourquoi le petit Français porte-t-il le bras en écharpe? (Why the Little Frenchman Wears His Hand in a Sling, Philadelphie, Tales of the Grotesque and Arabesque, 1840)
- Préface des Contes du Grotesque et de l'Arabesque (Philadelphie, 1840)
- L'Homme des foules (The Man of the Crowd, Philadelphie, Graham's Magazine, décembre 1840)
- Double assassinat dans la rue Morgue (The Murders in the Rue Morgue, Philadelphie, Graham's Magazine, avril 1841)
- Une descente dans le Maelstrom (A Descent into the Maelström, Philadelphie, Graham's Magazine, mai 1841)
- L'Île de la fée (The Island of the Fay, Philadelphie, Graham's Magazine, juin 1841)
- Colloque entre Monos et Una (The Colloquy of Monos and Una, Philadelphie, Graham's Magazine, août 1841)
- Ne pariez jamais votre tête au diable (Never Bet the Devil Your Head, Philadelphie, Graham's Magazine, septembre 1841)
- Éléonora (Eleonora, Philadelphie, The Gift for 1842, 4 septembre 1841)
- La Semaine de trois dimanches (Three Sundays in a Week, Saturday Evening Post, 27 novembre 1841)
- Le Portrait ovale (The Oval Portrait, Philadelphie, Graham's Magazine, avril 1842)
- Le Masque de la mort rouge (The Masque of the Red Death, Philadelphie, Graham's Magazine, mai 1842)
- Le Jardin paysage (The Landscape Garden, Snowden's Ladies' Companion, octobre 1842), texte fondu plus tard dans Le Domaine d'Arnheim
- Le Mystère de Marie Roget (The Mystery of Marie Roget, Snowden's Ladies' Companion, novembre et décembre 1842, février 1843)
- Le Puits et le Pendule (The Pit and the Pendulum, The Gift: A Christmas and New Year's Present, 1843)
- Le Cœur révélateur (The Tell-Tale Heart, The Pioneer, janvier 1843)
- Le Scarabée d'or (The Gold-Bug, Philadelphie, Dollar Newspaper, 21 et 28 juin 1843)
- Le Chat noir (The Black Cat, Philadelphie, United States Saturday Post, 19 août 1843)
- De l'escroquerie considérée comme l'une des sciences exactes (Diddling, intitulé à l'origine : Raising the Wind; or, Diddling Considered as One of the Exact Sciences, Philadelphie, Philadelphia Saturday Courier, 14 octobre 1843)
- Un matin sur le Wissahicon (Morning on the Wissahiccon, The Opal, automne 1843)
- Les Lunettes (The Spectacles, The Philadelphia Dollar Newspaper, 27 mars 1844)
- Le Canard au ballon (New York, 13 avril 1844)
- Souvenirs de M. Auguste Bedloe (A Tale of the Ragged Mountains, Godey's Lady's Book, avril 1844)
- L'Inhumation prématurée (The Premature Burial, The Philadelphia Dollar Newspaper, 31 juillet 1844)
- Révélation magnétique (Mesmeric Revelation, Columbian Magazine, août 1844)
- La Caisse oblongue (The Oblong Box, Godey's Lady's Book, septembre 1844)
- L'Ange du bizarre (The Angel of the Odd, Columbian Magazine, octobre 1844)
- La Lettre volée (The Purloined Letter, The Gift: A Christmas and New Year's Present, automne 1844)
- « C'est toi l'homme », d'abord traduit sous le titre: Toi, l'homme (Thou Art the Man, Godey's Lady's Book, novembre 1844)
- La Vie littéraire de Monsieur Thingum bob, ancien rédacteur en chef de « L'Oie soiffarde » (The Literary Life of Thingum Bob, Esq., Richmond, Southern Literary Messenger, décembre 1844)
- Le Mille Deuxième Conte de Schéhérazade (The Thousand-and-Second Tale of Scheherazade, Godey's Lady's Book, février 1845)
- Petite Discussion avec une momie (Some Words with a Mummy, The American Review, avril 1845)
- Puissance de la parole (The Power of Words, Democratic Review, juin 1845)
- Le Démon de la perversité (The Imp of the Perverse, Philadelphie, Graham's Magazine, juillet 1845)
- Le Système du docteur Goudron et du professeur Plume (The System of Doctor Tarr and Professor Fether, Philadelphie, Graham's Magazine, novembre 1845)
- La Vérité sur le cas de M. Valdemar (The Facts in the Case of M. Valdemar, The American Review, décembre 1845)
- Le Sphinx (The Sphinx, Arthur's Ladies Magazine, janvier 1846)
- La Barrique d'Amontillado (The Cask of Amontillado, Godey's Lady's Book, novembre 1846)
- Le Domaine d'Arnheim (The Domain of Arnheim, Columbian Lady's and Gentleman's Magazine, mars 1847)
- Mellonta Tauta (Flag of Our Union, février 1849)
- Hop-Frog (Flag of Our Union, 17 mars 1849)
- La Découverte de Von Kempelen (Von Kempelen and His Discovery, Flag of Our Union, 14 avril 1849)
- Un Entrefilet aux X (X-ing a Paragrab, Flag of Our Union, 12 mai 1849)
- Le Cottage Landor (Landor's Cottage, Flag of Our Union, 9 juin 1849)
- Introduction du recueil Le Club de l'In-Folio (1850, posthume)
- Le Phare (The Light-House, Londres, Notes and Queries 25 avril 1942, manuscrit incomplet)

### Poèmes
- Poésie (Poetry, écrit en 1824, édition posthume)
- Ô, temps! Ô, mœurs! (O, Tempora! O, Mores!, écrit en 1825, édition posthume, non authentifié par Poe)
- Tamerlan (Tamerlane, juillet 1827, Tamerlane and Other Poems)
- Chanson (Song, juillet 1827, Tamerlane and Other Poems)
- Imitation (Imitation, juillet 1827, Tamerlane and Other Poems)
- Un rêve (A Dream, juillet 1827, Tamerlane and Other Poems)
- Le Lac (The Lake, juillet 1827, Tamerlane and Other Poems)
- Les Esprits des morts (Spirits of the Dead, juillet 1827, Tamerlane and Other Poems)
- L'Étoile du soir (Evening Star, juillet 1827, Tamerlane and Other Poems)
- Rêves (Dreams, juillet 1827, Tamerlane and Other Poems)
- Stances (Stanzas, juillet 1827, Tamerlane and Other Poems)
- Le Jour le plus heureux (The Happiest Day, 15 septembre 1827, The North American)
- À Margaret (To Margaret, vers 1827, édition posthume)
- Seul (Alone, écrit en 1829, édition posthume)
- À Isaac Lea (To Isaac Lea, écrit vers 1829, édition posthume)
- À la rivière —— (To The River ——, 1829, Al Aaraaf, Tamerlane, and Minor Poems)
- À —— (To ——, 1829, Al Aaraaf, Tamerlane, and Minor Poems)
- La Romance (Romance, 1829, Al Aaraaf, Tamerlane, and Minor Poems)
- Le Pays des fées (Fairy-Land, 1829, Al Aaraaf, Tamerlane, and Minor Poems)
- À la science (Sonnet - To Science, 1829, Al Aaraaf, Tamerlane, and Minor Poems)
- Al Aaraaf (Al Aaraaf, 1829, Tamerlane, and Minor Poems)
- Un acrostiche (An Acrostic , écrit en 1829, édition posthume)
- Elizabeth (Elizabeth, écrit en 1829, édition posthume)
- À Hélène (To Helen, 1831, Poems)
- Un péan (A Pæan, 1831, Poems)
- La Dormeuse (The Sleeper, 1831, Poems)
- La Cité dans la mer (The City in the Sea , 1831, Poems)
- La Vallée de l'angoisse (The Valley of Unrest, 1831, Poems)
- Israfel (Israfel, 1831, Poems)
- Énigme (Enigma, 2 février 1833, Baltimore Saturday Visiter)
- Fanny (Fanny, 18 mai 1833, Baltimore Saturday Visiter)
- Le Colisée (The Coliseum, 26 octobre 1833, Baltimore Saturday Visiter)
- Sérénade (Serenade, 20 avril 1833, Baltimore Saturday Visiter)
- À quelqu'un au paradis (To One in Paradise, janvier 1834, Godey's Lady's Book)
- Hymne (Hymn, avril 1835, Southern Literary Messenger)
- À Elizabeth (To Elizabeth, septembre 1835, Southern Literary Messenger, réédité sous le titre : To F——s S. O——d en 1845)
- Ode à la reine de mai (May Queen Ode , écrit vers 1836, édition posthume)
- Chanson spirituelle (Spiritual Song, écrit en 1836, édition posthume)
- Hymne latin (Latin Hymn, mars 1836, Southern Literary Messenger)
- Ballade de noces (Bridal Ballad, janvier 1837, Southern Literary Messenger, publié d'abord sous le titre : Ballad)
- À Zante (Sonnet - To Zante, janvier 1837, Southern Literary Messenger)
- Le Palais hanté (The Haunted Palace, avril 1839, American Museum)
- Un sonnet - Le silence (Silence–A Sonnet, 4 janvier 1840, Saturday Courier)
- Lignes sur Joe Locke (Lines on Joe Locke, 28 février 1843, Saturday Museum)
- Le Ver vainqueur (The Conqueror Worm, janvier 1843, Graham's Magazine)
- Lénore (Lenore, février 1843, The Pioneer)
- Une chanson de campagne (A Campaign Song, écrit en 1844, fragment - édition posthume)
- Terre de songe (Dream-Land, juin 1844, Graham's Magazine)
- Impromptu. À Kate Carol (Impromptu. To Kate Carol, 26 avril 1845, Broadway Journal)
- À F—— (To F——, avril 1845, Broadway Journal, réédité sous le titre :To Frances le 6 septembre 1845 dans le Broadway Journal)
- Eulalie (Eulalie, juillet 1845, American Review: A Whig Journal)
- Épigramme pour Wall Street (Epigram for Wall Street, 23 janvier 1845, Evening Mirror)
- Le Corbeau (The Raven, 29 janvier 1845, Evening Mirror)
- Le Droit divin des rois (The Divine Right of Kings, octobre 1845, Graham's Magazine)
- Une valentine (A Valentine, 21 février 1846, Evening Mirror, publié originellement sous le titre : To Her Whose Name Is Written Below)
- Le Médecin bien-aimé (Beloved Physician, écrit en 1847, inachevé, édition posthume)
- Profondément en terre (Deep in Earth, écrit en 1847, inachevé, édition posthume)
- À M. L. S—— (1847) (To M. L. S——, 13 mars 1847, The Home Journal)
- Ulalume (Ulalume, décembre 1847, American Whig Review)
- Lignes sur la bière (Lines on Ale, écrit en 1848, édition posthume)
- À Marie Louise (To Marie-Louise, mars 1848, Columbian Magazine)
- Une énigme (An Enigma, mars 1848, Union Magazine of Literature and Art)
- À Hélène (To Helen, novembre 1848, Sartain's Union Magazine)
- Un rêve dans un rêve (A Dream Within A Dream, 31 mars 1849, The Flag of Our Union)
- Eldorado (Eldorado, 21 avril 1849, Flag of Our Union)
- Pour Annie (For Annie, 28 avril 1849, Flag of Our Union)
- À ma mère (To My Mother, 7 juillet 1849, Flag of Our Union)
- Annabel Lee (Annabel Lee, 9 octobre 1849, New York Daily Tribune, édition posthume)
- Les Cloches (The Bells, novembre 1849, Sartain's Union Magazine, édition posthume)

### Publications en volume du vivant d'Edgar Poe
- (en) Tamerlan and Other Poems, Boston, Calvin F. S. Thomas, 1827.

- (en) Al Aaraaf, Tamerlane and Minor Poems, Baltimore, Hatch and Dunning, 1829.

- (en) Poems, second edition, New York, Elam Bliss, 1831.

- (en) The Narrative of Arthur Gordon Pym from Nantucket, New York, Harper & Brothers, janvier-février 1837.

- (en) The Narrative of Arthur Gordon Pym from Nantucket, Londres, Wiley & Putnam, 1838.

- (en) The Conchologist's First Book (en), Philadelphie, Haswerl, Barrington et Haswell (réimpr. 1840, 1845) (1re éd. 1839).

- (en) Tales of the Grotesque and Arabesque, Philadelphie, Lea & Blanchard, 1840, 2 volumes - publiés à 750 exemplaires.

- (en) The Prose Romances of Edgar A. Poe (contenant : The Murders in the Rue Morgue et The Man that was used up), Philadelphie, William H. Graham, 1843, publié probablement à 250 exemplaires.

- (en) The Raven and other Poems, New York, Wiley & Putnam, 1845.

- (en) Tales, New York, Wiley & Putnam, 1845.

- (en) Eureka, New York, Wiley & Putnam, 1848.

### Éditions posthumes des œuvres d'Edgar Poe
- (en) The Works of the Late Edgar Allan Poe (édition de Rufus Griswold), volumes 1-2, New York, J. S. Redfield, 1850 ; vol. 3, 1850 ; vol. 4, 1856 (édition posthume préparée par Edgar Poe, réimprimé par Redfield jusqu'en 1859 puis par W. J. Widdleton jusqu'en 1871).
- (en) The Works of Edgar Allan Poe (édition de John Henry Ingram), 4 volumes, Édimbourg, Black, 1874-1875 (plusieurs rééditions avec d'importantes corrections et révisions).
- (en) The Works of Edgar Allan Poe (avec un mémoire de Richard Henry Stoddard) 6 volumes, New York, A. C. Armstrong & Son, 1884 ; Londres, Kegan Paul, Trench, 1884 (8 volumes, New York, George P. Putnam's Sons, A. C. Armstrong & Son, 1884).
- (en) The Works of Edgar Allan Poe (édition d'Edmund Clarence Stedman et George Edward Woodberry), 10 volumes, Chicago, Stone & Kimball, 1894-1895.
- (en) The Complete Works of Edgar Allan Poe (édition de James Albert Harrison, avec des notes de Robert Armistead Stewart), 17 volumes, New York, Thomas Y. Crowell and Company, 1902 (édition baptisée : The Virginia Edition et The Monticello Edition, cette dernière version ayant un papier d'un plus grand format).
- (en) The Complete Poems of Edgar Allan Poe (préface et mémoire de James Howard Whitty), Boston & New York, Houghton Mifflin Co., 1911.
- (en) Politian, an unfinished tragedy by Edgar A. Poe: edited from the original sources, including the autograph manuscripts in the Pierpont Morgan Library (édition de Thomas Ollive Mabbott), Richmond, The Edgar Allan Poe shrine, 1923.
- (en) The Collected Works of Edgar Allan Poe (édition de Thomas Ollive Mabbott) :
  - Volume 1 : Poems, Cambridge, The Belknap Press of Harvard University Press, 1969 (réimpression, 1979 puis, sous la forme de livres brochés, sans un certain nombre d'annexes, Harvard, 1980 ; rémpression avec le texte complet, University of Southern Illinois, 2000) ;
  - Volumes 2-3 : Tales and Sketches, Cambridge, The Belknap Press of Harvard University Press, 1978 (réimpression, 1979 ; University of Southern Illinois, 2000).
- (en) The Collected Writings of Edgar Allan Poe (édition de Burton Ralph Pollin) :
  - Volume 1 : The Imaginary Voyages (comprenant : The Narrative of Arthur Gordon Pym, The Unparalleled Adventure of one Hans Pfaall et The Journal of Julius Rodman), Boston, Twayne Publishers, 1981 ;
  - Volume 2 : The Brevities: Pinakidia, Marginalia and Other Works, New York, Gordian Press, 1985 ;
  - Volumes 3 & 4 : Writings in The Broadway Journal: Nonfictional Prose, New York, Gordian Press, 1986 ;
  - Volume 5 : Writings in the Southern Literary Messenger: Nonfictional Prose, New York, Gordian Press, 1997.

### Traductions classiques en français
Dès son vivant, Edgar Allan Poe a été traduit en de nombreuses langues et par d'innombrables auteurs ou rédacteurs, célèbres ou inconnus du public, avec des résultats littéraires comme commerciaux plus ou moins heureux. En langue française, nous connaissons essentiellement les traductions faites par Charles Baudelaire, mais contrairement à l'idée répandue, une recherche approfondie dans les archives historiques des journaux, gazettes et quotidiens de l'époque et dans la presse nationale, mais aussi régionale, montre que Baudelaire fut loin d'être le premier à tenter de faire connaître Edgar Poe au public français (avant lui il y eut Gustave Brunet dès 1844, Alphonse Borghers dès 1845, Emile Forgues en 1846 et Isabelle Meunier en 1847). Il existe, notamment sur le site web officiel de l’Edgar Allan Poe Society of Baltimore, une excellente étude très complète sur les nombreuses traductions et tentatives de traductions de l’œuvre d'Edgar Allan Poe de son vivant... et jusqu'au centenaire de sa mort en 1949 et jusque dans la presse régionale française. Une page d'une importance considérable pour les bibliographes, tant elle donne de sources inattendues mais précises et vérifiables, objets potentiels de visites à des archives historiques de la presse ou à des bibliothèques de nos villes de province. Nous nous contenterons de citer ici les deux principaux traducteurs connus du public français : Baudelaire et Mallarmé, ainsi qu'un traducteur plus tardif mais important, Félix Rabbe, qui a publié en 1887 un livre de 355 pages contenant une traduction en français de plusieurs contes et poèmes parmi ceux restés jusque-là non traduits, un ouvrage réédité récemment en eBook gratuit.
Charles Baudelaire :
- Le Corbeau, Paris, Michel Lévy Frères, 1856[95].
- Histoires extraordinaires, Paris, Michel Lévy frères, 1856.
- Nouvelles histoires extraordinaires, Paris, Michel Lévy frères, 1857.
- Les Aventures d'Arthur Gordon Pym (roman), Paris, Michel Lévy frères, 1858.
- Histoires grotesques et sérieuses, Paris, Michel Lévy frères, 1865.
- Eureka, Paris, Michel Lévy frères, sans date.

Stéphane Mallarmé :
- Le Corbeau, Paris, R. Lesclide, 1875.
- Les Poèmes d'Edgar Poe, Bruxelles, Deman, 1888 ; Paris, Léon Vanier, 1889.

Félix Rabbe :
- Derniers Contes, Paris, Savine, 1887. 355 pages[96].

### Éditions modernes d'Edgar Poe
- Œuvres en prose, Gallimard, coll. « Bibliothèque de la Pléiade », 1932, 1184 p., édition de la traduction de Charles Baudelaire, en annexe à ses œuvres, établie par Yves-Gérard Le Dantec[97].
- Habitations imaginaires (trad. de l'anglais, traduit de l'anglais par Charles Baudelaire et présenté par Lionel Menasché), Paris, Allia, 2008, 2e éd., 96 p. (ISBN 9791030404500)
- Le Joueur d'échecs de Maelzel (trad. de l'anglais, traduit de l'anglais par Charles Baudelaire et présenté par Lionel Menasché), Paris, Allia, 2011, 64 p. (ISBN 9782844853783)
- Contes, Essais, Poèmes, Éditions Robert Laffont, coll. « Bouquins », 1989. , une édition de référence avec un appareil critique étendu. Introduction générale (« Le mythe de Poe »), chronologie, introduction aux contes (« Les contes de Poe ou les modes de la contamination »), introduction aux essais (« Poe critique »), notes et bibliographie de Claude Richard, professeur de littérature anglaise à l'université Paul-Valéry Montpellier III, introduction aux poèmes (« Poète irrévocablement? ») de Robert Kopp, professeur à l'université de Bâle.
- Ne pariez jamais votre tête au diable et autres contes non traduits par Baudelaire, Gallimard, coll. « Folio », 1989, traduction et appareil critique d'Alain Jaubert.
- Histoires, essais et poèmes, Lgf, coll. « La Pochothèque Classiques Moderne », 2006. , édition établie par Jean-Pierre Naugrette, avec la collaboration de Michael Edwards, François Gallix (Autres Histoires non traduites par Baudelaire), France Jaigu et James Lawler, avec une nouvelle traduction de l'ensemble des poèmes de Poe.
- Les Lettres d'amour à Helen, Éditions Dilecta, 2006, 110 p., traduction de Cécil Georges-Bazile et Laurence Piccinin.
- Marginalia et autres fragments, Éditions Allia, 2007, 157 p., traduction de Lionel Menasché.
- La Chute de la maison Usher et autres histoires, Gallmeister, 2018, 368 p., préface, traduction, appareil de notes et bibliographie des traductions en français de Johanne Le Ray et Pierre Bondil, chronologie de l'éditeur. Tome 1 de l'édition chronologique intégrale des histoires de Poe.
- Le Chat noir et autres histoires, Gallmeister, 2019, 368 p., traduction, appareil de notes, postface et bibliographie des traductions en français de Johanne Le Ray et Pierre Bondil, chronologie de l'éditeur. Tome 2 de l'édition chronologique intégrale des histoires de Poe.
- Le Sphinx et autres histoires, Gallmeister, 2020, 388 p., traduction, appareil de notes, postface et bibliographie des traductions en français de Johanne Le Ray et Pierre Bondil, chronologie de l'éditeur. Tome 3 de l'édition chronologique intégrale des histoires de Poe.
- Nouvelles intégrales, Éditions Phébus, coll. « Littérature étrangère », 2018-2019. , tome I (1831-1839), 432 p. ; tome II (1840-1844), 384 p. ; tome III (1844-1849), 432 p. ;  préface, traduction et appareil critique de Christian Garcin et Thierry Gillybœuf.
- Songe au sein d’un songe & autres poèmes. 39 poèmes traduits par Pierre Hennequin. Editions www.Ressouvenances.fr , 2022.
- Histoire d'Arthur Gordon Pym de Nantucket suivi de Journal de Julius Rodman, Éditions Phébus, 2023, 352 p. ; traduction de Christian Garcin et Thierry Gillybœuf.

### Études en langue française
- Arvède Barine, Névrosés : Hoffmann, Quincey, Edgar Poe, G. de Nerval, Paris, Éditions Hachette, 1898, 362 p. (lire sur Wikisource).
- Charles Baudelaire, « Edgar Allan Poe : sa vie et ses ouvrages (préface) », Histoires extraordinaires, Paris, Michel Lévy,‎ 1856, p. VII-XXXI (première édition dans la Revue de Paris en mars-avril 1852 ; édition moderne établie par Claude Richard : Charles Baudelaire, Edgar Allan Poe : sa vie et ses ouvrages, Paris, L'Herne, coll. « Confidences », 1994).
- Charles Baudelaire, « Notes nouvelles sur Edgar Poe (préface) », Nouvelles histoires extraordinaires, Paris, Michel Lévy frères,‎ 1857, p. V-XXIV.
- Nicole Biagioli, « POEtique et traduction : traducteurs et traductions de Poe dans le domaine français », Loxias, no 28 : « Edgar Poe et la traduction »,‎ 15 mars 2010 (lire en ligne).
- Nicolas Isidore Boussoulas, La Peur et l'univers dans l'œuvre d'Edgar Poe : une métaphysique de la peur, Paris, Presses universitaires de France, 1952.
- Jacques Cabau, Edgar Poe par lui-même, Paris, Seuil, coll. « Microcosme », 1960.
- Jean-François Chassay (dir.), Jean-François Côté (dir.) et Bertrand Gervais (dir.), Edgar Allan Poe. Une pensée de la fin, Montréal, Liber, 2001. Actes du colloque tenu à l'université du Québec les 15 et 16 octobre 1999[98].
- Marius Conceatu, « Baudelaire et Proust traducteurs : les limites de l’étrangeté », Loxias, no 28 : « Edgar Poe et la traduction »,‎ 15 mars 2010 (lire en ligne).
- Jean-Louis Cornille, « Poe-pourri : le sommeil du traducteur », Loxias, no 28 : « Edgar Poe et la traduction »,‎ 15 mars 2010 (lire en ligne).
- Maryse Ducreu-Petit, Edgar Allan Poe ou Le Livre des Bords; Presses Universitaires de Lille, 1995, 262 p.
- Roger Forclaz, Le Monde d'Edgar Poe, Berne / Francfort, Herbert Lang/Peter Lang, 1974, 611 p.
- François Gallix, « Les traducteurs des histoires d’Edgar Allan Poe », Loxias, no 28 : « Edgar Poe et la traduction »,‎ 15 mars 2010 (lire en ligne).
- Anne Garrait-Bourrier, « Poe/Baudelaire : de la traduction au portrait littéraire ? », Loxias, no 28 : « Edgar Poe et la traduction »,‎ 15 mars 2010 (lire en ligne).
- Jean Hautepierre, Edgar Poe, Grez-sur-Loing, Pardès, coll. « Qui suis-je? », 2012.
- Odile Joguin, Itinéraire initiatique d'Edgar Poe, Paris, E-dite, 2002.
- Henri Justin, Poe dans le champ du vertige : des Contes à Eureka : l'élaboration des figures de l'espace, Paris, Klincksieck, 1991.
- Henri Justin, Avec Poe jusqu'au bout de la prose, Paris, Gallimard, 2009, 414 p..
- Henri Justin, « Baudelaire, traducteur des « contes » de Poe ou auteur d’« histoires extraordinaires » ? », Loxias, no 28 : « Edgar Poe et la traduction »,‎ 15 mars 2010 (lire en ligne).
- Benoit Léger, « Traduction négative et traduction littérale : les traducteurs de Poe en 1857 », Études françaises, vol. 43, no 2,‎ 2007, p. 85-98 (lire en ligne).
- Éric Lysøe, Histoires extraordinaires, grotesques et sérieuses d'Edgar Allan Poe, Paris, Gallimard, 1999.
- Éric Lysøe, Les voies du silence, E. A. Poe et la perspective du lecteur, Lyon, Presses Universitaires de Lyon, 2000, 190 p..
- Jean-François Mattéi, Le regard vide. Essai sur L'Homme des foules d'Edgar Poe, Paris, Manucius, 2011.
- Eveline Pinto, Edgar Poe et l'art d'inventer, Paris, Klincksieck, 1983, 383 p.
- Claude Richard, Edgar Allan Poe journaliste et critique, Klincksieck, 1974, XXXVI-962 p.[99].
- Claude Richard (éd.), Cahier n° 26 : Edgar Allan Poe, Cahiers de L'Herne, 1974, 478 p. (ISBN 978-2-85197-020-6, lire en ligne)
- Claude Richard, E. A. Poe écrivain, Montpellier, Delta, 1990 (posthume).
- Jeanne-Marie Santraud (dir.), Edgar Allan Poe, Robert Lowell, Sam Shepard, Presses de l'université Paris-Sorbonne, 1993, 114 p. (lire en ligne)
- Jules Verne, « Edgard Poe et ses œuvres », Musée des familles, lectures du soir,‎ avril 1864[100].
- Georges Walter, Enquête sur Edgar Allan Poe, poète américain, Flammarion, 1991, 560 p. (rééd. sous le titre : Enquête sur Edgar Allan Poe, Paris, Phébus, coll. « d'aujourd'hui », 1998. , et Enquête sur Edgar Allan Poe, Phébus, coll. « Libretto », 2009, 624 p.).
- Daniel Bastié, Edgar Allan Poe revisité par le cinéma de Roger Corman, Bruxelles, Éditions Ménadès, 2020, 283 p.

### Études en langue anglaise
- (en) Peter Ackroyd, Poe, a life cut short, Londres, Chatto & Windus, 2008, 170 p. (ISBN 978-0-7011-6988-6).
- (en) William Bittner, Poe : A Biography, Boston, Little, Brown and Company, 1962.
- (en) Harold Bloom, Edgar Allan Poe, Infobase Publishing, 2002, 99 p. (lire en ligne).
- (en) Eric W.Carlson, Critical essays on Edgar Allan Poe, Boston, G.K. Hall, 1987.
- (en) Graham Clarke, Edgar Allan Poe : critical assessments, Mountfield (Sussex de l'Est), Helm Information, 1991.
- (en) Joan Dayan, Fables of mind : an inquiry into Poe's fiction, New York, Oxford University Press, 1987.
- (en) Michael J. Deas, The Portraits and Daguerreotypes of Edgar Allan Poe, Charlottesville, University Press of Virginia, 1989, 198 p. (ISBN 978-0-8139-1180-9, lire en ligne)
- (en) Tim Farrant, « Baudelaire’s Poe: an influential (mis?) reading? », Loxias, no 28 : « Edgar Poe et la traduction »,‎ 15 mars 2010 (lire en ligne).
- (en) Raymond Foye, The Unknown Poe, San Francisco, City Lights, 1980 (ISBN 0-87286-110-4).
- (en) Frederick S. Franck et Anthony Magistral, The Poe Encyclopedia, Westport, Greenwood Press, 1997 (ISBN 0-313-27768-0).
- (en) David Halliburton, Edgar Allan Poe; a phenomenological view, Princeton, Princeton University Press, 1973.
- (en) Daniel Hoffman, Poe Poe Poe Poe Poe Poe Poe : Poems, Bâton Rouge, Louisiana State University Press, 1998, 353 p. (ISBN 0-8071-2321-8).
- (en) James M. Hutchisson, Poe, Jackson, University Press of Mississippi, 2005, 290 p. (ISBN 1-57806-721-9, lire en ligne).
- (en) Sonya Isaak, « Tracing the origin of hybrid text across cultures: The influence of Edgar Allan Poe’s genre experimentation on Baudelaire’s invention of the prose poem », Loxias, no 28 : « Edgar Poe et la traduction »,‎ 15 mars 2010 (lire en ligne).
- (en) J. Gerald Kennedy, Poe, death, and the life of writing, New Haven, Yale University Press, 1987.
- (en) Joseph Wood Krutch, Edgar Allan Poe : A Study in Genius, New York, Alfred A. Knopf, 1926.
- (en) A. Robert Lee, Edgar Allan Poe : the design of order, Londres, Vision, Totowa, NJ, Barnes & Noble, 1987.
- (en) Jeffrey Meyers, Edgar Allan Poe : His Life and Legacy, New York, Cooper Square Press, 1992, 2000, 348 p. (ISBN 978-0-8154-1038-6 et 0-8154-1038-7, lire en ligne).
- (en) Harry Lee Poe, Edgar Allan Poe : An Illustrated Companion to His Tell-tale Stories, New York, Metro Books, 2008, 160 p. (ISBN 978-1-4351-0469-3).
- (en) Burton Ralph Pollin, Poe, creator of words, N. T. Smith, 1980, 95 p..
- (en) Burton Ralph Pollin, Poe's Seductive Influence on Great Writers, iUniverse, 2004, 262 p. (lire en ligne).
- (en) Arthur Hobson Quinn, Edgar Allan Poe : A Critical Biography, New York, Appleton-Century-Crofts, Inc., 1941, 804 p. (ISBN 0-8018-5730-9, lire en ligne).
- (en) Patrick Francis Quinn, The French Face of Edgar Poe, Carbondale and Edwardsville, Southern Illinois University Press, 1957, 310 p. (lire en ligne)
- (en) Stephen Rachman, « Lost in Translation: Poe, Baudelaire and “The Purloined Letter” », Loxias, no 28 : « Edgar Poe et la traduction »,‎ 15 mars 2010 (lire en ligne).
- (en) Shawn James Rosenheim, The Cryptographic Imagination : Secret Writing from Edgar Poe to the Internet, Baltimore, Johns Hopkins University Press, 1997, 264 p. (ISBN 978-0-8018-5332-6).
- (en) Kenneth Silverman, Edgar A. Poe : Mournful and Never-Ending Remembrance, New York, Harper Perennial, 1991, 564 p. (ISBN 0-06-092331-8).
- (en) Dawn B. Sova, Edgar Allan Poe : A to Z, New York, Checkmark Books, 2001, 320 p. (ISBN 0-8160-4161-X).
- (en) Daw B. Sova, Critical companion to Edgar Allan Poe : a literary reference to his life and work, Infobase Publishing, 2007, 458 p. (lire en ligne).
- (en) Dwight Thomas et David K. Jackson, The Poe Log : A Documentary Life of Edgar Allan Poe, 1809-1849, Boston, G. K. Hall & Co., 1987 (ISBN 978-0-8161-8734-8, lire en ligne).
- (en) Terence Whalen et J. Gerald Kennedy (dir.), A Historical Guide to Edgar Allan Poe, Oxford University Press, 2001 (ISBN 0-19-512150-3), « Poe and the American Publishing Industry ».
- (en) George Edward Woodberry, The Life of Edgar Allan Poe by, Boston & New York, Houghton Mifflin Co., 1909, vol. 1 et « 2 », sur eapoe.org

#### Généraux
- Nouvelles d'Edgar Allan Poe en version audio gratuite
- Poescriptum Choix ouvert, en traduction française, de textes courts d'Edgar Poe, inédits ou oubliés, et tirés le plus souvent de son œuvre critique
- Quelques œuvres de Poe sur In Libro Veritas
- Œuvres de Poe sur One More Library
- (en) Œuvres de Edgar Allan Poe sur le projet Gutenberg
- (en) Site officiel de la Société Edgar Allan Poe de Baltimore comportant d'importants éléments sur la vie et l'œuvre d'Edgar Poe
- (en) Musée Edgar Allan Poe à Richmond
- (en) Site officiel du Edgar Allan Poe National Historic Site
- (en) Biographie, images et textes de Poe
- (en) Collection de documents originaux d'Edgar Poe et ses proches
- Edgar Allan Poe, son œuvre en version audio

#### Bases de données et dictionnaires
- Ressources relatives à la musique :   - International Music Score Library Project
  - AllMusic
  - Bait La Zemer Ha-Ivri
  - Carnegie Hall
  - Discography of American Historical Recordings
  - Discogs
  - Grove Music Online
  - MusicBrainz
  - Muziekweb
  - Rate Your Music
  - Répertoire international des sources musicales
- Ressources relatives aux beaux-arts :   - AGORHA
  - Artists of the World Online
  - Bénézit
  - British Museum
  - National Gallery of Art
  - National Portrait Gallery
  - Nationalmuseum
  - RKDartists
  - Union List of Artist Names
- Ressources relatives à l'audiovisuel :   - AllMovie
  - Allociné
  - American Film Institute
  - British Film Institute
  - Ciné-Ressources
  - Filmportal
  - Filmweb.pl
  - IMDb
  - Unifrance
- Ressources relatives à la littérature :   - Academy of American Poets
  - The Encyclopedia of Science Fiction
  - Internet Speculative Fiction Database
  - NooSFere
  - Poetry Archive
  - Poetry Foundation
  - Projet de recherche en littérature de langue bretonne
  - Tor.com
- Ressources relatives au spectacle :   - Archives suisses des arts de la scène
  - Les Archives du spectacle
  - Internet Broadway Database
  - Kunstenpunt
- Ressources relatives à la bande dessinée :   - BD Gest'
  - Comic Vine
  - Tebeosfera
- Ressources relatives à la recherche :   - Biodiversity Heritage Library
  - Isidore
- Ressources relatives à plusieurs domaines :   - Metacritic
  - Radio France
- Ressource relative à l'astronomie :   - Biographical Encyclopedia of Astronomers
- Ressource relative à la santé :   - Bibliothèque interuniversitaire de santé
- Notices dans des dictionnaires ou encyclopédies généralistes :   - American National Biography
  - Britannica
  - Brockhaus
  - Collective Biographies of Women
  - Den Store Danske Encyklopædi
  - Deutsche Biographie
  - Enciclopedia italiana
  - Enciclopédia Itaú Cultural
  - Encyclopedia Virginia
  - Gran Enciclopèdia Catalana
  - Hrvatska Enciklopedija
  - Internetowa encyklopedia PWN
  - Larousse
  - Nationalencyklopedin
  - Store norske leksikon
  - Treccani
  - Universalis
  - Visuotinė lietuvių enciklopedija
- Notices d'autorité :   - VIAF
  - ISNI
  - BnF (données)
  - IdRef
  - LCCN
  - GND
  - Italie
  - Japon
  - CiNii
  - Espagne
  - Belgique
  - Pays-Bas
  - Pologne
  - Israël
  - NUKAT
  - Catalogne
  - Suède
  - Vatican